# Luftangriffe auf Ploiești

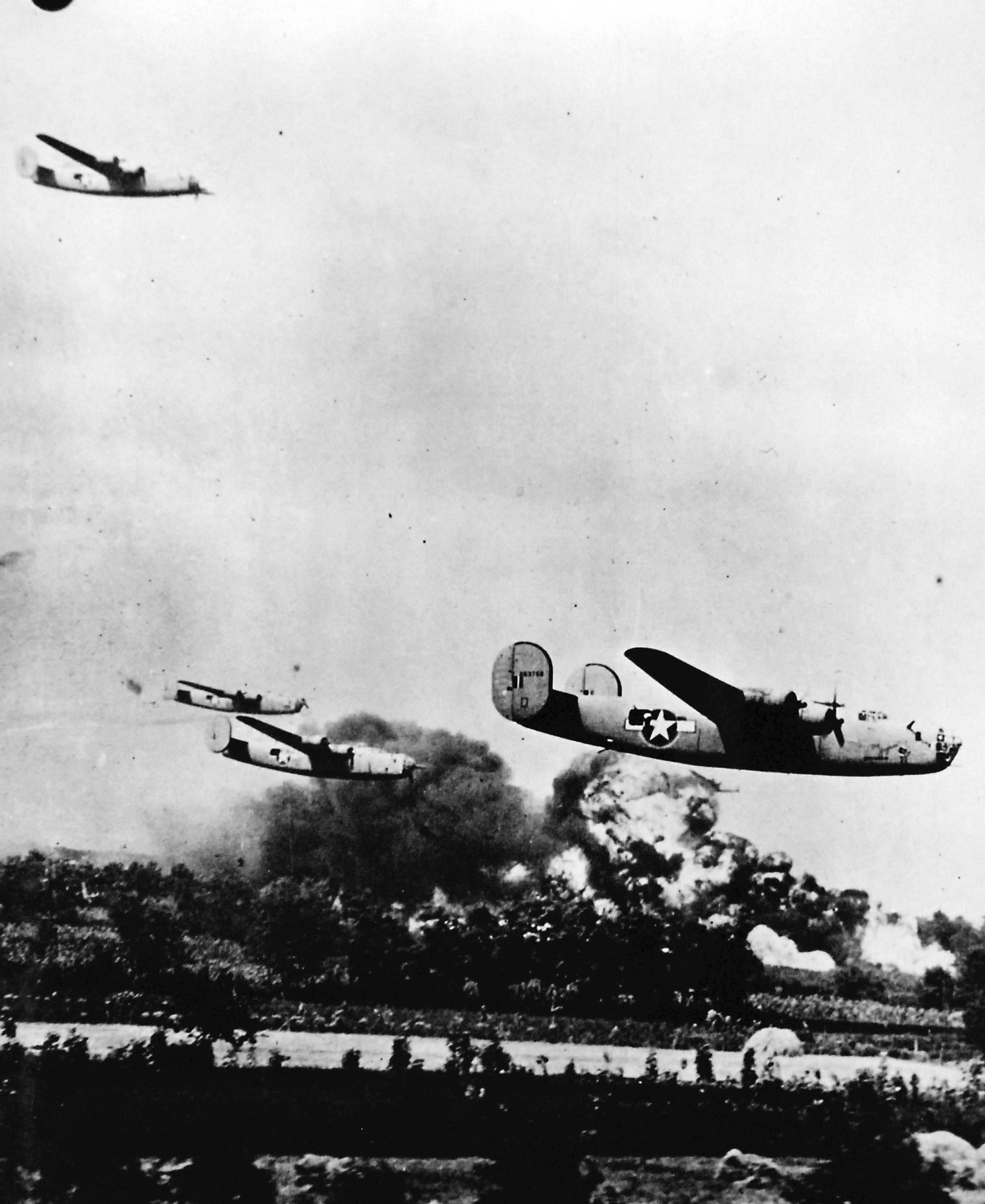
B-24-Liberator-Bomber im Tiefflug über Ploiești, August 1943

Die Luftangriffe auf Ploiești der alliierten Mächte im Zweiten Weltkrieg fanden zwischen dem 13. Juli 1941 und dem 19. August 1944 statt. Im Umland der Stadt Ploiești im Königreich Rumänien befanden sich vom Deutschen Reich kontrollierte Ölförderanlagen. Die mittels unterschiedlicher Taktiken durchgeführten Luftangriffe sollten die elf ansässigen Erdölraffinerien zerstören und damit die Produktion von kriegswichtigen Gütern wie Treibstoff verhindern oder zumindest beeinträchtigen. Diese hatten für das „Dritte Reich“ militärstrategische Bedeutung.
Nach dem ersten US-Angriff am 6. Juni 1942 etablierte sich in Ploiești eine starke rumänisch-deutsche Flugabwehr; die Stadt erhielt den Beinamen Festung Ploiești. Die Operation Tidal Wave („Flutwelle“) am 1. August 1943 erwies sich als weitgehender Fehlschlag für die Alliierten. Erst die 1944 folgenden Flächenbombardements der United States Army Air Forces (USAAF) und der Royal Air Force (RAF) beschädigten die Ölanlagen zeitweise schwer und verringerten die Gesamtproduktionskapazität erheblich. Beide Kriegsparteien erlitten durch die Luftangriffe starke Verluste. Auch viele rumänische Zivilisten starben. Der letzte Luftangriff fand am 19. August 1944 statt.
Am 23. August 1944 führte der Königliche Staatsstreich in Rumänien zur Beendigung der Militärdiktatur von Marschall Ion Antonescu und des Militärbündnisses mit dem Deutschen Reich. Tags darauf wurden die Ölanlagen von der Roten Armee eingenommen, worauf die deutsche Heeresmission in Rumänien das Land verließ.
Zusammen mit den Angriffen auf Leuna und andere Hydrierwerke in Deutschland wurde 1944 die Treibstoffversorgung der Achsenmächte und insbesondere die Versorgung mit Flugbenzin entscheidend geschwächt. Als Reaktion darauf entstand 1944 der Mineralölsicherungsplan, das sogenannte Geilenberg-Programm, womit der schwächste Punkt der deutschen Rüstungsindustrie stabilisiert werden sollte, was letztendlich misslang.

## Geschichte

### Politische Situation

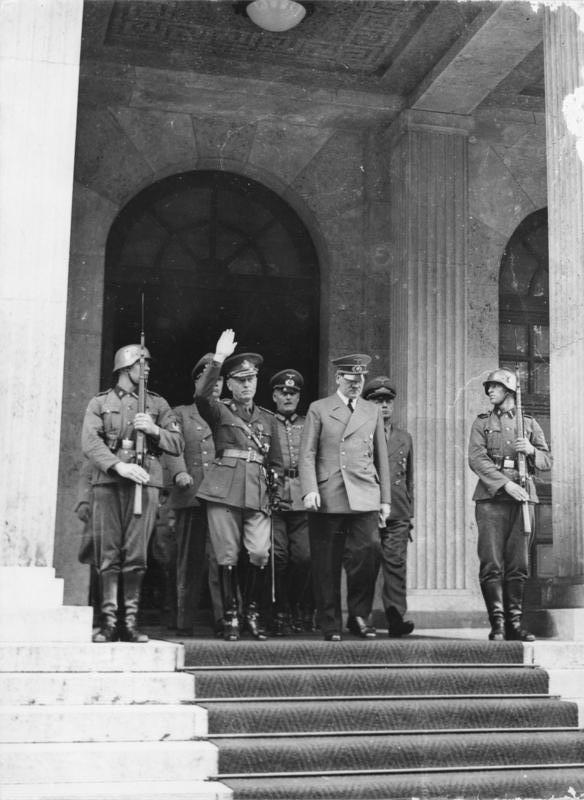
Ion Antonescu und Adolf Hitler in München, 10. Juni 1941

Ploiești war seit dem 19. Jahrhundert bekannt für seine Ölfelder. Unter amerikanischer Mitwirkung wurde im nahegelegenen Rîfov zwischen 1856 und 1857 die erste rumänische und weltweit dritte Ölraffinerie erbaut. Ploiești stellte für das Deutsche Reich im Zweiten Weltkrieg eine der wichtigsten Rohölquellen dar. Die Ölindustrie der Stadt entwickelte sich zu einer unter deutscher Vorherrschaft stehenden Kriegsindustrie, die hauptsächlich der Treibstoffversorgung der Wehrmacht diente.

#### Deutsches Reich
Bereits für den Vierjahresplan von 1936 legten die Wehrmacht und das Reichsamt für Wirtschaftsausbau umfassende Denkschriften vor, in denen sie die Beschaffung von Öl als Kriegsziel beschrieben:
1. Beherrschung der rumänischen Ölfelder und somit des gesamten Donauraums.
2. Durchführung der Besetzung unter Vorbedacht der Erhaltung und Betriebsfähigkeit der rumänischen Erdölindustrie.
3. Schutz der Transportwege, Erdölanlagen, Raffinerien und Tanklager.

Der Leiter des Reichsamtes, Carl Krauch, gleichzeitig Wehrwirtschaftsführer und Aufsichtsratsvorsitzender der I.G. Farben, stellte fest, dass Rumänien und ganz Südosteuropa ein „wehrmachtmäßig zu sichernder Raum“ sei, dessen Öl ausschließlich für Deutschland „politisch und militärisch sichergestellt“ werden müsse. Er bezifferte bereits den Materialbedarf für eine Pipeline von etwa 2000 Kilometer Länge von Ploiești nach Regensburg.
Adolf Hitler äußerte bei seinem Besuch im verbündeten Finnland im Juni 1942:

„[…] wenn nun der Russe damals im Herbst 1940 Rumänien besetzt hätte und sich in den Besitz der Petroleumquellen gebracht hätte, dann wären wir im Jahr 1941 hilflos gewesen. […] Wir haben eine große deutsche Produktion; aber was allein die Luftwaffe verschlingt, was unsere Panzerdivisionen verschlingen, das ist denn doch etwas ganz Ungeheures. Es ist ein Verbrauch, der über alle Vorstellungen hinweggeht. […] Ohne mindestens vier bis fünf Millionen Tonnen rumänischen Petroleums würden wir den Krieg nicht führen können und hätten ihn lassen müssen.“

| Raffinerie       | Kapazität in Tausend Tonnen |
| ---------------- | --------------------------- |
| Astra Română     | 1750                        |
| Concordia Vega   | 1450                        |
| Româno-Americană | 1170                        |
| Unirea Orion     | 730                         |
| Columbia Aquila  | 535                         |
| Petrol Block     | 485                         |
| Unirea Speranța  | 440                         |
| Xenia            | 290                         |
| Petrolmina       | 150                         |
| Dacia Româna     | 120                         |
| Noris            | 60                          |

| Angaben in Tausend Tonnen, die Klammerinhalte zeigen die Ausbeute des Rohöls durch Raffination in Prozent. | Angaben in Tausend Tonnen, die Klammerinhalte zeigen die Ausbeute des Rohöls durch Raffination in Prozent. | Angaben in Tausend Tonnen, die Klammerinhalte zeigen die Ausbeute des Rohöls durch Raffination in Prozent. | Angaben in Tausend Tonnen, die Klammerinhalte zeigen die Ausbeute des Rohöls durch Raffination in Prozent. | Angaben in Tausend Tonnen, die Klammerinhalte zeigen die Ausbeute des Rohöls durch Raffination in Prozent. | Angaben in Tausend Tonnen, die Klammerinhalte zeigen die Ausbeute des Rohöls durch Raffination in Prozent. | Angaben in Tausend Tonnen, die Klammerinhalte zeigen die Ausbeute des Rohöls durch Raffination in Prozent. | Angaben in Tausend Tonnen, die Klammerinhalte zeigen die Ausbeute des Rohöls durch Raffination in Prozent. | Angaben in Tausend Tonnen, die Klammerinhalte zeigen die Ausbeute des Rohöls durch Raffination in Prozent. |
| Land | Rohölproduktion                                                                                            | In Raffinerien bearbeitetes Rohöl                                                                          | Benzin | Kerosin und Diesel                                                                                         | Schmiermittel                                                                                              | Schweröl                                                                                                   | Raffinerienutzung und Verlust                                                                              | |
| --- | --- | --- | --- | --- | --- | --- | --- | --- |
| Rumänien                                                                                                   | 5067 | 5067 | 2102 (41,5)                                                                                                | 1064 (21)                                                                                                  | 152 (3) | 1166 (23)                                                                                                  | 583 (11,5)                                                                                                 | |
| Österreich                                                                                                 | 1000 | 500 | 60 (12) | 135 (27)                                                                                                   | 125 (25)                                                                                                   | 135 (27)                                                                                                   | 45 (9) | |
| Deutschland                                                                                                | 993 | 993 | 223 (22,5)                                                                                                 | 153 (15,4)                                                                                                 | 212 (21,4)                                                                                                 | 338 (34,0)                                                                                                 | 67 (6,7)                                                                                                   | |
| Ungarn | 800 | 600 | 144 (24)                                                                                                   | 270 (45)                                                                                                   | 24 (4) | 108 (18)                                                                                                   | 54 (9) | |
| Polen | 400 | 400 | 80 (20) | 138 (34,3)                                                                                                 | 48 (12) | 108 (27)                                                                                                   | 26 (6,7)                                                                                                   | |
| Estland | 95 | 95 | 10 (11) | 38 (40) | 0 (0) | 42 (44) | 5 (5) | |
| Frankreich und andere                                                                                      | 95 | 95 | 22 (23) | 25 (26) | 21 (22) | 22 (23) | 5 (6) | |
| Italien und Albanien                                                                                       | 77 (11 + 66)                                                                                               | 177 | 41 (23) | 75 (42) | 9 (5) | 37 (21) | 15 (9) | |
| Jugoslawien                                                                                                | 49 | 49 | 12 (24) | 22 (45) | 2 (4) | 9 (18) | 4 (9) | |
| Tschechoslowakei                                                                                           | 32 | 632 | 63 (10) | 202 (31)                                                                                                   | 127 (20)                                                                                                   | 183 (29)                                                                                                   | 57 (9) | |
| Gesamt | 8608 | 8608 | 2757 | 2122 | 720 | 2148 | 861 | |

1. 1 2  Zum Betrieb der deutschen und polnischen Raffinerien wurde Kohle eingesetzt.

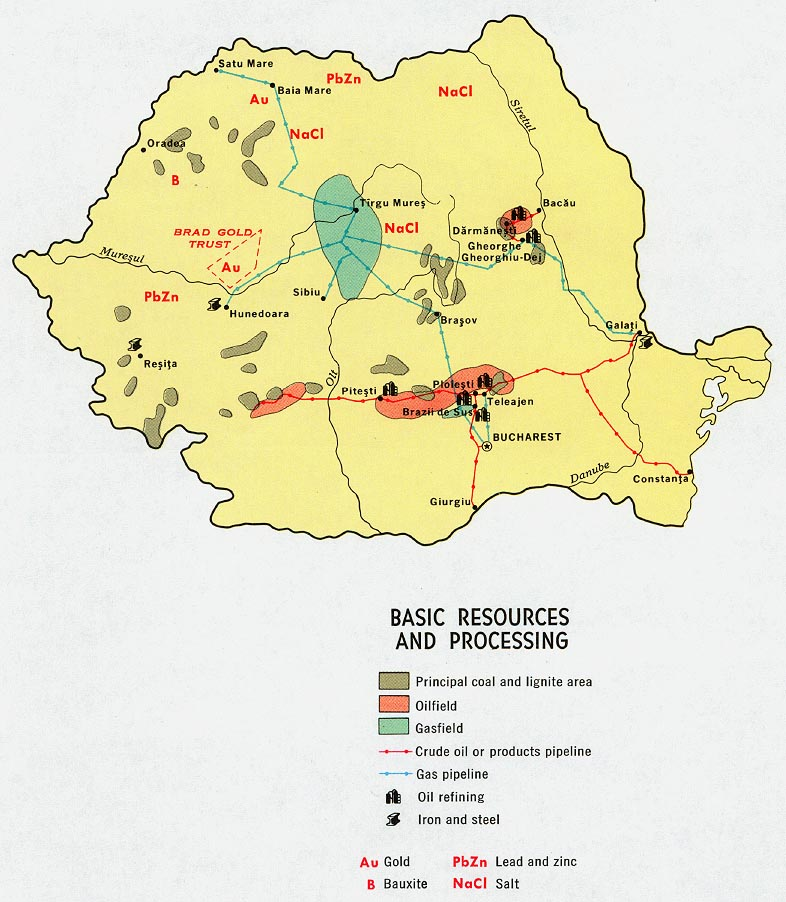
Ressourcen in Rumänien, Stand 1970

Rumänien, 1941–1944

Der Schutz der rumänischen Ölressourcen spielte im Verlauf des Zweiten Weltkrieges eine strategisch bedeutende Rolle. Aus Sicht des Deutschen Reiches bedrohte das britische Engagement in Griechenland diese Ressourcen, da sie hierdurch in den Aktionsradius britischer Bomber gelangten. Besonders Kreta eröffnete als militärische Basis Großbritannien die Möglichkeit, den Zugang zur Ägäis zu kontrollieren und die Ölfelder in Rumänien zu bombardieren. Diese Überlegungen führten unter anderem im Verlauf des Balkanfeldzuges 1941 zur Einnahme Griechenlands und zur Luftlandeschlacht um Kreta. Die Insel verblieb bis 1945 unter deutscher Okkupation.
Nach den Erinnerungen von Heinz Guderian wies Adolf Hitler am 23. August 1941 bei der Diskussion in der „Wolfsschanze“ zur Entscheidung für die Schlacht um Kiew erneut auf die Wichtigkeit der Krim hin, die „als Flugzeugträger der Sowjetunion im Kampfe gegen die rumänischen Ölfelder“ ausgeschaltet werden müsse. In diesem Zusammenhang äußerte Hitler: „Meine Generäle verstehen nichts von Kriegswirtschaft.“

#### Rumänien
Der ehemalige Verbündete Frankreich spielte nach dem Waffenstillstand von Compiègne (1940) vorerst keine politische und militärische Rolle mehr.
Wie in den Geheimen Zusatzprotokollen des Deutsch-sowjetischen Nichtangriffspakts von 1939 verabredet, erfolgte die sowjetische Besetzung Bessarabiens, der Nord-Bukowina und des Herța-Gebietes. 1940 sah Rumänien im nationalsozialistischen Deutschen Reich trotz des Zweiten Wiener Schiedsspruchs (1940) die einzige Europäische Macht, die dem Land beim Zusammenhalt des verbleibenden Gebietes und beim Wiedererhalt des verlorenen Gebietes helfen konnte. Der ein faschistisches Regime errichtende rumänische „Staatsführer“ Marschall Ion Antonescu umriss seine Politik mit den Worten:

„Ich bin der Verbündete des Reiches gegen Rußland. Ich bin neutral zwischen Großbritannien und Deutschland. Ich bin für die Amerikaner gegen die Japaner.“

Nach anfänglicher Neutralität trat Rumänien am 23. November 1940 dem Bündnis der Achsenmächte bei und stellte an der Seite des Deutschen Reiches im Juni 1941 das stärkste nicht-deutsche Truppenkontingent im mit dem Unternehmen Barbarossa begonnenen und zunächst erfolgreichen Deutsch-Sowjetischen Krieg, in dessen Verlauf die an die Sowjetunion verlorenen Großrumänischen Gebiete wieder zurückerobert werden konnten. Ab Dezember 1941 befand sich Rumänien mit dem Vereinigten Königreich und ab Juni 1942 mit den Vereinigten Staaten im Kriegszustand. Militärische Erfolge wurden nun seltener; schließlich wurden Ende 1942 bedeutende Teile der rumänischen Armee in die Schlacht von Stalingrad verwickelt. Ab 1943 befanden sich die rumänischen Einheiten – wie auch die deutsche Wehrmacht – überwiegend im Rückzug, worauf Rumänien sein Engagement als Verbündeter verringerte. Bis zum November 1943 hatte das Land Verluste von etwa 250.000 Soldaten zu beklagen. Der für die Achsenmächte an der Ostfront ungünstig verlaufende Krieg führte zu Beginn des Jahres 1944 sowohl in der rumänischen Führung als auch in deren Opposition zu Überlegungen, den Bündnispartner zu wechseln.
Die deutschen Verbündeten wurden von der rumänischen Bevölkerung oft als arrogant und grausam empfunden. Gegenüber der Sowjetunion bestand die Furcht vor der „Roten Gefahr“, die von der rumänischen Regierungspropaganda auch als „jüdisch-bolschewistische Plage“ bezeichnet wurde. Den ehemaligen Verbündeten aus dem Ersten Weltkrieg Frankreich und Großbritannien hingegen gehörten Sympathien, auch gingen die Zivilbevölkerung Ploieștis und das rumänische Militär mit amerikanischen Gefangenen trotz der Luftangriffe respektvoll um.

#### Ploiești
- Stadt

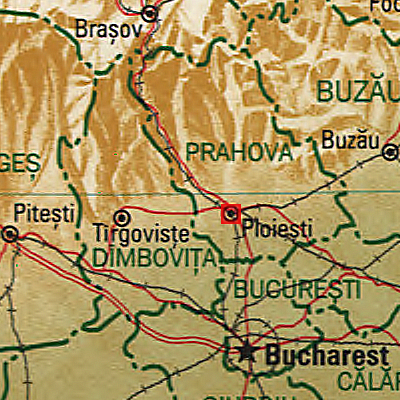
Lage von Ploiești (rotes Viereck)

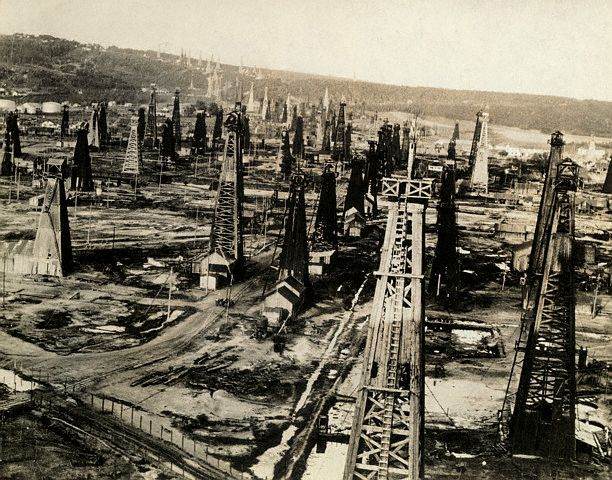
Ölförderung bei Moreni um 1920. In dem 28 Kilometer westlich von Ploiești gelegenen Ort wurde 1691 erstmals in Rumänien Erdöl gefördert.

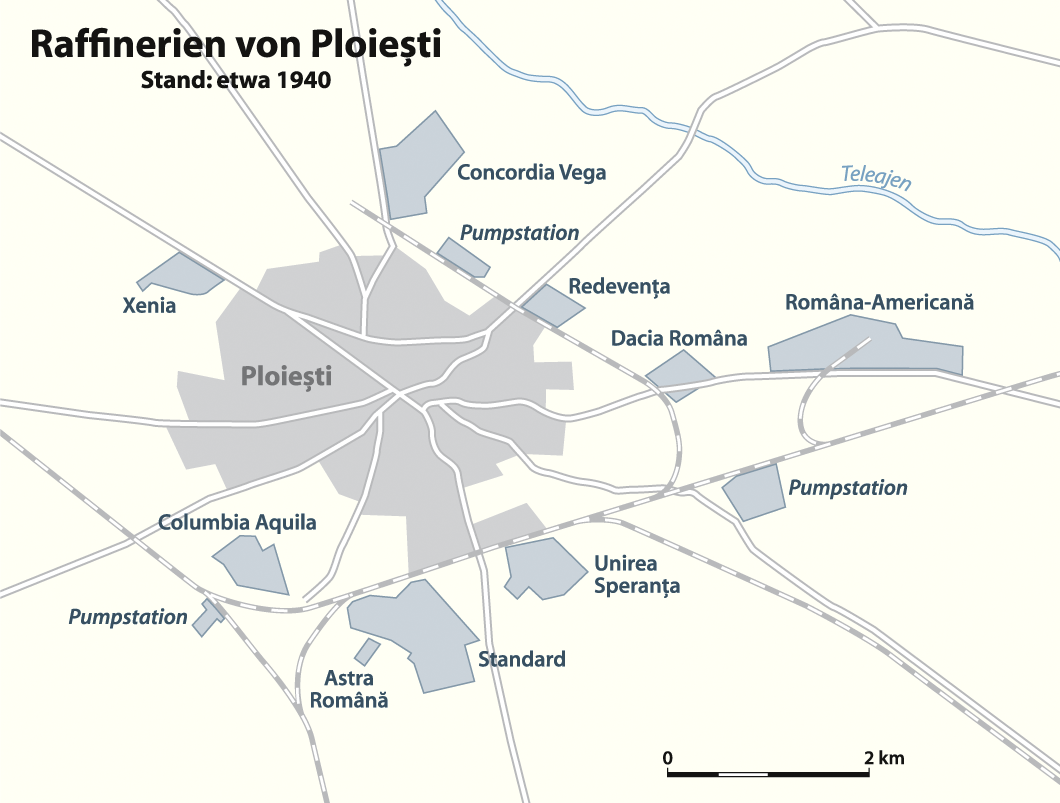
Karte der Raffinerien in der unmittelbaren Umgebung Ploieștis um 1940

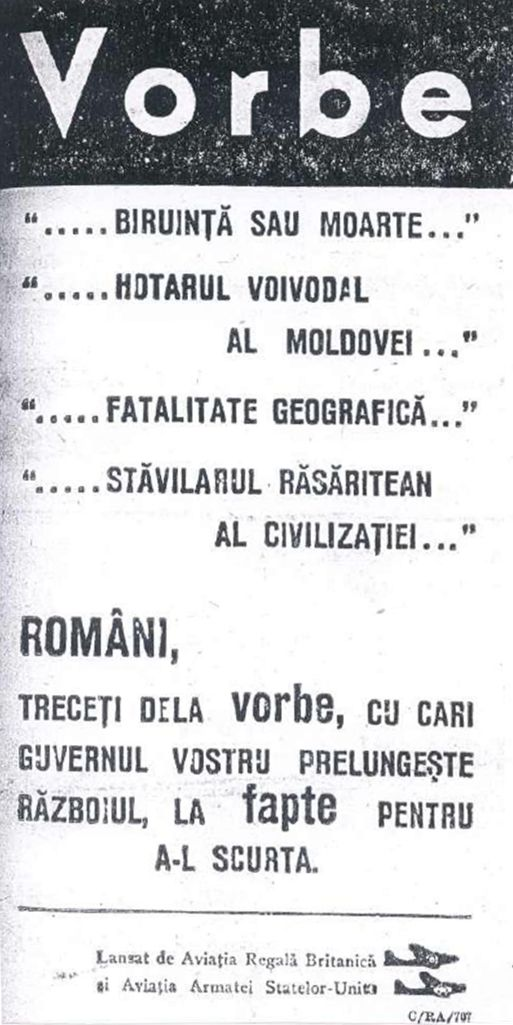
Ein von der R.A.F. abgeworfenes Flugblatt fordert Rumänen auf, die Allianz mit dem Deutschen Reich zu beenden und damit den Krieg zu verkürzen.

In den Anfängen der Ölförderung im Prahova-Tal (rumänisch Valea Prahova) hatte die Stadt eine starke Bevölkerungszuwanderung von Menschen aus ländlichen Gebieten. Auf industrielle Entwicklung ausgelegte Strategien transformierten die Region in eines der größten Ölförderungszentren. Die Produktion in Rumänien lag in der Zwischenkriegszeit auf dem zweiten Platz der Liste der Öl produzierenden Länder in Europa. Nur die Sowjetunion produzierte mehr. Rumänien lag mit einem Anteil von 2,2 Prozent auf dem sechsten Platz der Weltrangliste. In der Gegend siedelten sich zahlreiche Raffinerien zur Weiterverarbeitung an, was im Kontrast zur Agrarwirtschaft in großen Teilen des Landes stand. Die gute Anbindung an das Straßen- und Eisenbahnnetz bescherte der Stadt eine verkehrsgünstige Lage. Die Donau ist zudem ein leistungsfähiger Wasserweg zum Schwarzen Meer.
Die städtebauliche Struktur von Ploiești unterschied sich von derjenigen der meisten deutschen Städte. Die Innenstadt bestand aus zwei- beziehungsweise dreistöckigen Verwaltungsgebäuden, die übrige Stadt aus eingeschossigen und in der Regel von Gärten umgebenen kleinen Häusern. Im Gegensatz zu den oftmals wegen ihrer baulichen Struktur brandgefährdeten Innenstädten Deutschlands konnten Phosphorbomben ihr Potential mangels brennbarem Material in der hier gegebenen Architektur kaum entfalten, wohl hingegen in den Ölanlagen.
- Bevölkerung

Die Gesamtzahl der Einwohner der Stadt lag 1930 bei 77.341, 1941 bei etwa 90.000 und 1948 bei 96.229 Menschen, damit hatte Ploiești zeitweise das größte Bevölkerungswachstum im Land. 1940 arbeiteten fast 18.500 Menschen in der Ölindustrie, die auch oft in der deutschen Sprache unterwiesen wurden. Viele Menschen arbeiteten im Papier- und Druckbereich, im Handel, in der Landwirtschaft, im Transport und in Produktionsbetrieben. Metallverarbeitende Betriebe (zum Beispiel Concordia) stellten auch Kriegsmaterial wie Geschütze und Munition sowie Hangars für die rumänischen Luftstreitkräfte her.
Etwa fünf Prozent der Bevölkerung gehörten Minderheiten an, darunter Magyaren, Rumäniendeutsche und Roma. 34 Prozent der Juden der Stadt, deren Anteil an der Bevölkerung bei fünf Prozent lag, waren im Handel tätig. Der übrige Teil übte freie Berufe aus oder arbeitete im Bankwesen, im medizinischen Bereich oder in der Industrie. Die Juden galten als ein wichtiges Bevölkerungssegment der Mittelschicht der Stadt. Die antisemitischen Repressalien erreichten mit dem Abtransport vieler Juden aus Ploiești wegen der „Gefahr der Sabotage“ ihren Höhepunkt.
- Ölindustrie

Das in die Industrie der Stadt investierte Kapital stammte zu 26 Prozent aus Rumänien und zu 20 Prozent von britischen, zu 16 Prozent von anglo-holländischen, zu zehn Prozent von amerikanischen, zu sechs Prozent von belgischen, zu drei Prozent zu italienischen und zu weniger als einem Prozent von deutschen und anderen Investoren.
Der erfolgreiche Abschluss des Westfeldzugs gegen Frankreich versetzte das Deutsche Reich in die Lage, die Kapitalpositionen der Westmächte in der rumänischen Erdölindustrie zu beeinflussen. Am 23. Mai 1940 ließ das Reichswirtschaftsministerium die Zielgabe verlauten „den in den Niederlanden und Belgien befindlichen Wertpapierbesitz sicherzustellen, um, besonders bei Holdinggesellschaften, über diesen Besitz hinweg gegebenenfalls auf die beherrschten Gesellschaften (beispielsweise in Rumänien ansässige Erdölgesellschaften) Einfluß zu gewinnen“.
Die Deutsche Bank führte Verhandlungen mit den französischen und belgischen Aktionären der Raffinerien Concordia, Columbia und der Steaua Româna. Das Reichswirtschaftsministerium ermächtigte sie „schon während des Krieges diejenigen ausländischen Positionen, besonders im Südostraum, zu besetzen, die (...) für uns von besonderer Bedeutung sind“, und die Aktien der genannten Gesellschaften in deutschen Besitz zu bringen. Die Verhandlungen in Brüssel und Paris wurden von den Vorstandsmitgliedern Hermann Josef Abs, Karl Kimmich und Kurt Weigelt geführt, die in Kontakt mit den deutschen Ministerien und mit Besatzungsbeamten in Frankreich standen. Pariser und Brüsseler Banken mit Aktienanteilen an den Erdölgesellschaften wurden mit Knebelverträgen und wesentlich unter dem Marktwert liegenden Preisen zum Verkauf gezwungen, im Fall der Columbia-Werke zu einem Sechstel des von den französischen Aktionären geforderten Preises von 100 Millionen Reichsmark (die Forderung entspricht in Werten von 2011 etwa vier Milliarden US-Dollar).
Mit dem Besitztitel konnte die Verwaltung bei Concordia, Columbia, nach dem Amtsantritt Antonescus zum Ministerpräsidenten Rumäniens am 4. September 1940 auch bei Astra Română und Steaua Româna sowie bei Unirea durch die I.G. Farben übernommen werden. Der Anteil des Deutschen Reiches an der rumänischen Rohölförderung betrug nun 47 Prozent. Die Umstände wurden per Gesetzerlass in Rumänien anerkannt. Im Mai 1940 hatte die Regierung in Bukarest den Öl-Waffen-Pakt geschlossen; das Deutsche Reich importierte den Rohstoff aus dem südosteuropäischen Land, im Gegenzug erhielt Rumänien Waffenlieferungen.
Die Erdölgewinnung in Ploiești stand bis 1941 weitgehend unter der Kontrolle der amerikanischen Standard Oil Company. Am 5. März 1941 trafen sich Ion Antonescu und Hermann Göring in Wien zur Erörterung der Sicherung der strategischen Nutzung der rumänischen Ölfelder von Standard Oil für den Fall, dass die USA in den Krieg eintreten würde. Kurz darauf kamen Antonescu und Hermann Schmitz (Vorstandsvorsitzender der I.G. Farben) mit William Stamps Farish II. (Vorstandsvorsitzender von Standard Oil) überein, dass das Deutsche Reich in jedem Fall die Ölvorkommen ausbeuten werde. Für diese Nutzung entschädigte das Deutsche Reich die Standard Oil Company mit elf Millionen US-Dollar (165 Millionen US-Dollar in Werten von 2011) in verzinslichen Wertpapieren. Das Deutsche Reich erklärte den USA am 11. Dezember 1941 den Krieg; drei Tage zuvor hatte Japan den USA den Krieg erklärt (Näheres hier).

### Ziele der alliierten Luftkriegsführung in Rumänien
Das Luftkriegskonzept der amerikanischen und britischen Streitkräfte in Rumänien sollte im Wesentlichen zum einen das Deutsche Reich am Zugang zu kriegswichtigen Rohmaterialien hindern; im Falle Ploieștis Erdöl und raffinierte Endprodukte. Zum anderen hatte es die Zerstörung der Transportinfrastruktur im Blick. Damit lagen neben dem Verkehrsnetz um das Industriegebiet Ploiești und den dortigen Ölförderanlagen mit elf Raffinerien auch Bukarest als das wirtschaftliche Herz und der größte Verkehrsknotenpunkt des Landes, die Schiffswerft in Giurgiu, das Flugzeugwerk Întreprinderea Aeronautică Română (IAR) in Brașov und der wichtigste Hafen des Landes am Schwarzen Meer, Constanța, auf den alliierten Ziellisten.
Einige rumänische Historiker sind unter Verweis auf die Area Bombing Directive der Ansicht, dass ein weiteres Ziel der alliierten Luftkriegsstrategie in Rumänien das Brechen der Kriegsmoral der Zivilbevölkerung und der Industriearbeiter gewesen sei, um diese zur Abkehr vom Antonescu-Regime zu bewegen. In abgeworfenen Propagandaflugblättern wurde zur Rebellion aufgerufen. Das Deutsche Reich unter Adolf Hitler besaß jedoch bis zum Sommer 1944 die militärischen Mittel, jede Meuterei abzuwenden.

### Luftverteidigung

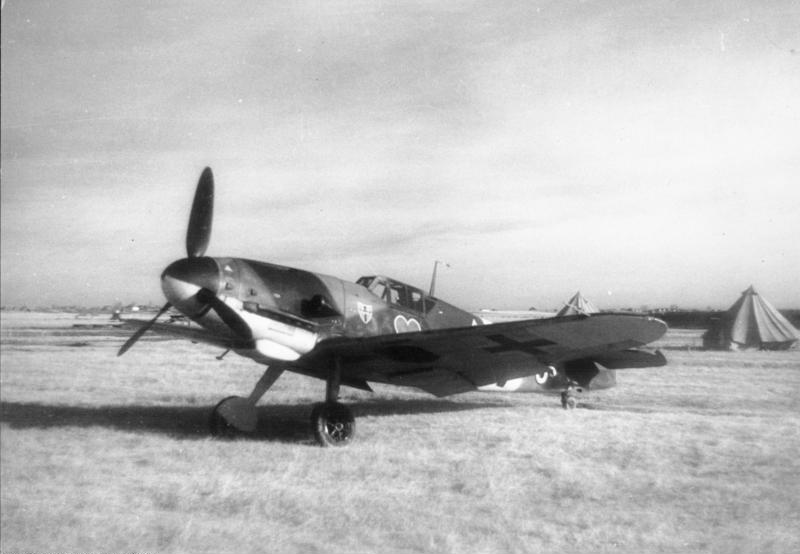
Messerschmitt Bf 109
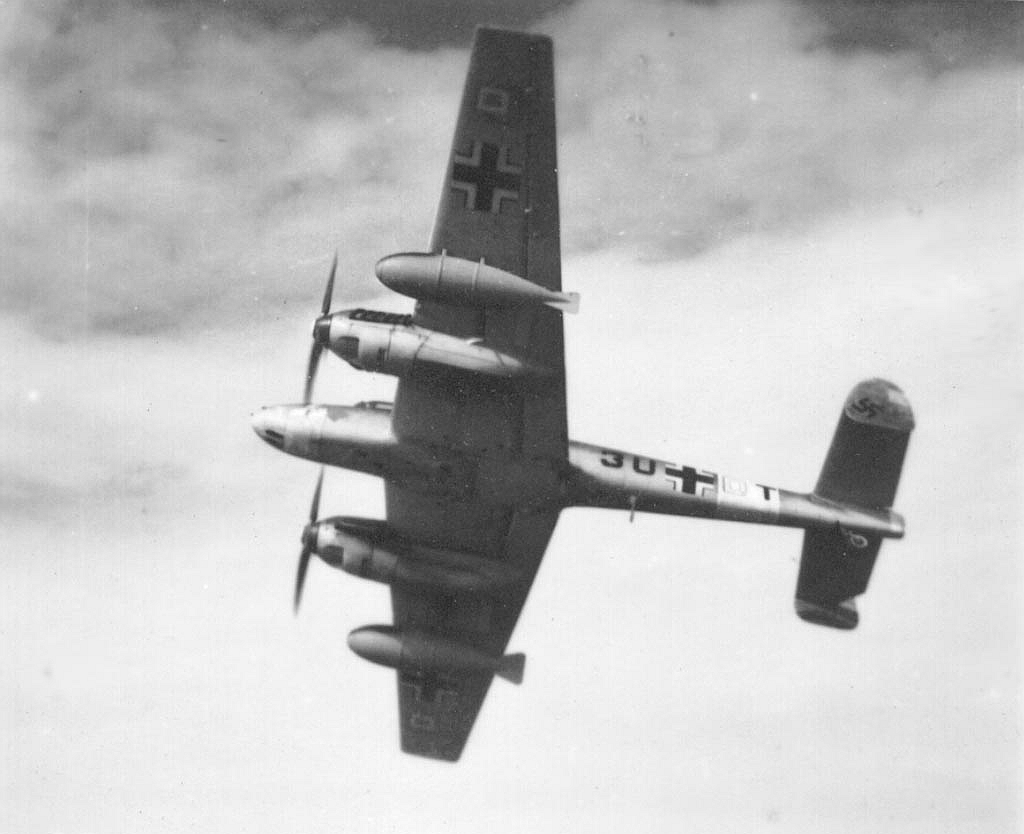
Messerschmitt Bf 110
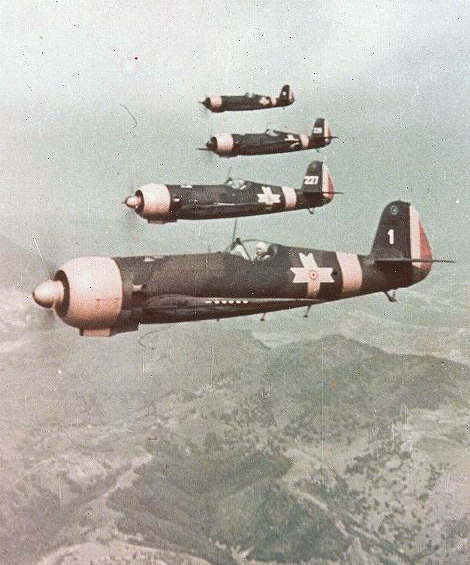
IAR-80
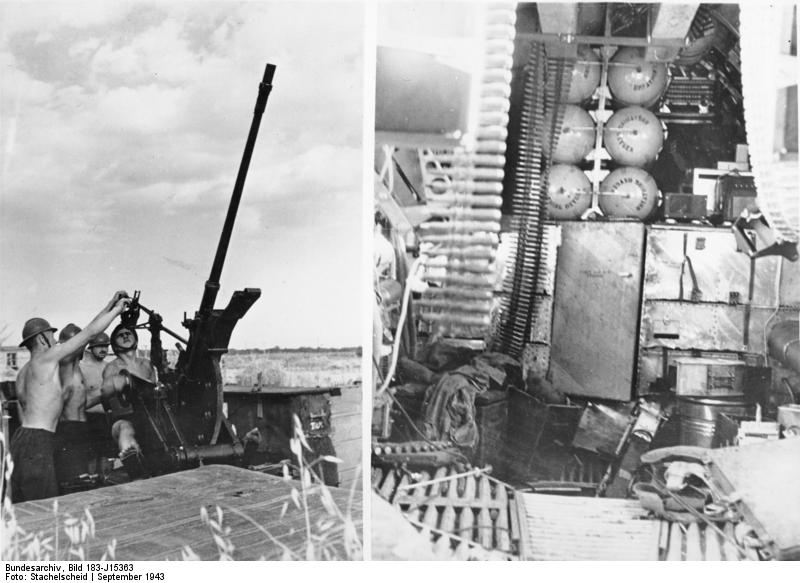
Ploiești, Flak und abgeschossener Bomber, 1943

Bei der Verteidigung von Ploiești lag das Augenmerk der rumänischen Führung zum einen auf dem Schutz der Raffinerien und der dort beschäftigten Arbeiter, zum anderen auf dem Schutz der Stadt und deren Bewohner. Beides beschäftigte einen großen Teil der zur Verfügung stehenden Arbeitskräfte der Stadt.
Die Raffinerien galten wegen der mit den Produkten einhergehenden hohen Feuergefahr für Luftangriffe als besonders anfällig. So wurden auf dem das Gelände der Raffinerien umfassenden Industriekomplex zahlreiche Luftschutzbunker für die dort beschäftigten Arbeiter eingerichtet. Ölleitungsrohre, Öllager und andere Komponenten der Raffinerien erhielten Schutz durch Betonmauern oder verliefen unter der Erdoberfläche. Ab 1942 begann der Bau von unterirdischen Öltanks mit Kapazitäten zwischen 1.300 und 15.000 m³. Diese konnten allerdings durch zusätzlich aus Ploiești herangezogene Arbeitskräfte nur zum Teil fertig gestellt werden.
Die rumänische Führung hatte in der Walachischen Tiefebene den Bau von vier Attrappenstädten geplant, von denen allerdings nur eine errichtet wurde. Diese sollten bei alliierten Piloten Verwirrung stiften und von den eigentlichen Zielen ablenken. Obwohl diese Umstände den Alliierten bekannt waren, fanden bei Luftangriffen über dieser Attrappenstadt mehrmals Bombenabwürfe statt.
Zum Schutz der Stadt gegen die Folgen von Angriffen aus der Luft verstärkten die Behörden die Feuerwehren und ließen zusätzliche Löschwassertanks bauen. 1943 wurde ein Plan für eine schnelle Evakuierung der Zivilbevölkerung erstellt. Auch die Arbeitszeiten der Produktion fanden in den Verteidigungsplänen Berücksichtigung: Gemäß einer 1941 erlassenen Verordnung musste die durch Fliegeralarme verlorene Arbeitszeit später nachgeholt werden, mit einer Beschränkung auf 60 Stunden pro Woche. Eine weitere Verordnung sah ab 1943 eine Bestrafung von Delikten wie Sabotage mit dem Tode vor.
Zur Vermeidung von Ausfallzeiten in der Produktion bei Tag gliederten sich Fliegeralarme in zwei Stufen. Bei Angriffen von ein bis drei feindlichen Flugzeugen sollte die Bevölkerung die Plätze und Straßen der Stadt verlassen, jedoch durfte die Arbeit in der Produktion nicht unterbrochen werden. Bei Angriffen von vier oder mehr feindlichen Flugzeugen durften Bevölkerung und Arbeiter die vorgesehenen Schutzräume aufsuchen. Erst dann ruhten die Produktion und der Straßenverkehr.
Im August 1943 stellten die Luftstreitkräfte (rumänisch Forţele Aeriene Regale ale României) der rumänischen Armee (rumänisch Armata Română) fünf Fluggeschwader mit IAR-80-Jagdflugzeugen zur Verteidigung des Dreiecks Bukarest-Ploiești-Mizil bereit. Die Luftwaffe brachte unter dem Jagdfliegerführer Rumänien Teile von vier Geschwadern ein, bestehend aus 52 Messerschmitt-Bf-109-Jagdflugzeugen und Messerschmitt-Bf-110-Zerstörern.
1943 wurden zwischen Ploiești und Câmpina 21 rumänische und 31 deutsche Flugabwehr-Batterien in Stellung gebracht. Ihre Gesamtzahl stieg 1944 auf 80 (35 rumänische und 45 deutsche Batterien) an. Damit konzentrierten sich 40 Prozent der rumänischen Flugabwehrkanonen in diesem Bereich, bestehend aus mehreren hundert Geschützen schwerer Flak (8,8 und 10,5 Zentimeter) sowie zahlreichen Batterien mittlerer und leichter Flak (3,7 und 2 Zentimeter), die durch Heuhaufen, Eisenbahnwagen und Gebäudeattrappen getarnt waren. 20 weitere Bataillone betreuten Suchscheinwerfer und Nebelwerfer.
Generalmajor Alfred Gerstenberg (ab September 1943 Generalleutnant) bekleidete vom 15. Februar 1942 bis zum 27. August 1944 die Position des Kommandierenden Generals und Befehlshabers der Deutschen Luftwaffe in Rumänien. Unter Gerstenbergs Kommando befanden sich etwa 36.000 Soldaten; davon waren etwa 25.000 in Ploiești und etwa 11.000 in der Nähe von Bukarest stationiert. Gerstenberg unterbreitete Antonescu weitreichende Pläne zur Verstärkung der Luftverteidigung, jedoch lehnte die rumänische Führung seine Vorschläge zur weiträumigen Verteilung der Industrieanlagen aus Zeit- und Kostengründen als unrealistisch ab.

### Luftangriffe

#### Sowjetische Luftangriffe
Zu den ersten Luftangriffen auf Ploiești selbst kam es am 13. und 14. Juli 1941 durch sechs Bombenflugzeuge der sowjetischen Luftstreitkräfte. Hiervon waren die Raffinerien Astra Română, Lumina und besonders Orion betroffen. Aus 2000 Metern Höhe wurden eine Raffinerie schwer beschädigt, zehn Öltanks in Brand gesetzt und zwölf Tankwagen zerstört. Die folgenden Reparaturen nahmen zwei bis vier Monate in Anspruch. Bei den Angriffen starben fünf Menschen und weitere dreizehn wurden verwundet. Daraufhin zog die militärische Führung ab dem 15. Juli rumänische Jagdflugzeuge von der Ostfront zum Schutz der Stadt Ploiești ab.
Vom 10. bis 13. August 1941 wurde die Eisenbahnbrücke bei Cernavodă, die Ploiești mit dem Hafen Constanța verband, mehrfach angegriffen und schließlich zerstört. Die Sowjets setzten dabei unter anderem auch einige Bomber vom Typ Tupolew TB-3 der 63. BAB (Bombenfliegerbrigade) mit jeweils zwei Jagdflugzeugen vom Typ Polikarpow I-16 des 32. IAP (Jagdfliegerregiment) unter den Flügeln vom Flugplatz Jewpatorija zur punktgenauen Bombardierung (vergleiche Projekt Sweno) ein. Jede I-16 trug dabei die Last von je zwei 250 Kilogramm schweren Bomben.
Die Sowjetunion führte noch weitere kleinere Angriffe durch, allerdings konnten die Angreifer ihre Ziele unter der Tarnung meist nicht ausfindig machen, somit waren die verursachten militärischen und wirtschaftlichen Schäden eher gering. Durch das Unternehmen Barbarossa verschob sich die Front von Bessarabien weiter nach Osten, womit die Reichweite der sowjetischen Luftstreitkräfte nicht mehr ausreichend zur Bekämpfung von Ploiești war.

#### Anglo-amerikanische Luftangriffe

##### Erster Luftangriff 1942
Im Januar 1942 begannen unter der Führung von Colonel Harry A. Halverson in Washington, D.C. im Rahmen des Halverson Project (HALPRO) die Planungen für einen Luftschlag auf Ploiești, die auch das Interesse von Präsident Franklin Roosevelt fanden. Während dieser Zeit drangen die deutschen Streitkräfte noch siegreich in die Sowjetunion vor. Die Alliierten wollten ein deutliches Signal an der Südflanke der Achsenmächte setzen. Zudem vertraten ranghohe amerikanische Militärs die Ansicht, dass durch einen einzigen Schlag auf Ploiești mit Strategischen Bombern der Kriegsausgang entscheidend beeinflusst werden könne.

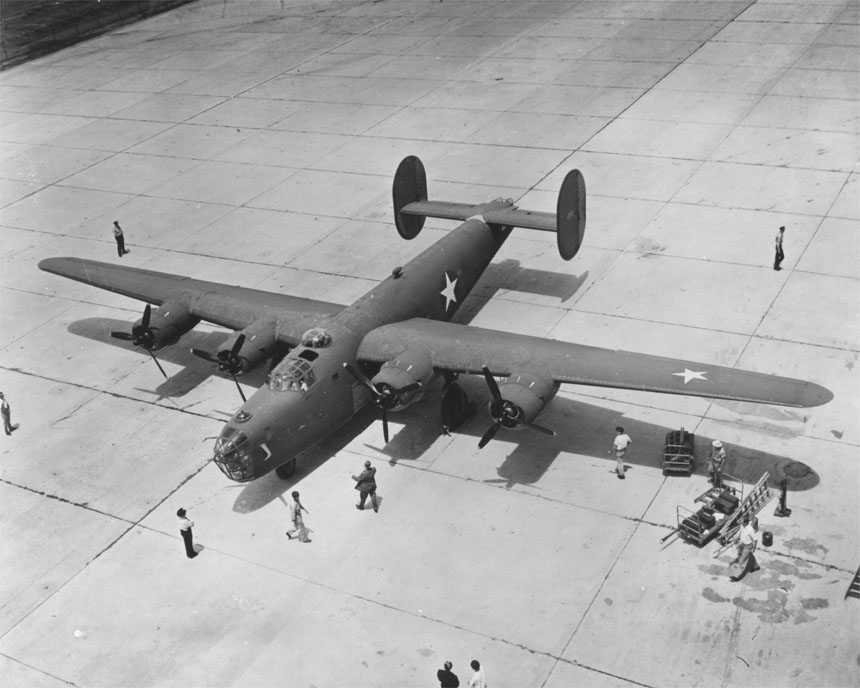
B-24 Liberator

Am 6. Juni 1942 erfolgte die Kriegserklärung der Vereinigten Staaten an Rumänien, was die Genehmigung zur Ausführung des Plans nach sich zog. In dieser Operation – der erste Einsatz der USAAF in Europa seit Beginn des Krieges – flogen am 12. Juni 1942 dreizehn B-24 Liberator von einem britischen Luftstützpunkt in Fayid (Ägypten) aus in Rumänien ein und warfen aus einer Höhe von 4000 Metern ihre Bombenlast auf dem Gebiet der Raffinerien in Ploiești ab. Allerdings trafen sie hierbei nur die Anlagen von Astra Română, da einige Flugzeuge ihr Ziel wegen starker Bewölkung verfehlt hatten. Die Abwurfmunition fiel stattdessen auf den ländlichen Süden Rumäniens. Auf dem Rückflug landeten von den dreizehn Liberators vier auf der dafür vorgesehenen Flugbasis im Irak, drei auf anderen Basen im Irak, zwei landeten in Syrien, und vier wurden in der neutralen Türkei interniert. Obwohl die amerikanische Führung den Angriff als Fehlschlag wertete, hatten sowohl die rumänische als auch die deutsche Führung die von Luftangriffen auf Ploiești ausgehende Gefahr erkannt. Bis 1943 erfolgte eine umfassende Verstärkung der Luftverteidigung um die Stadt mit einer großen Anzahl von Flugabwehrkanonen aller Kaliber, Maschinengewehren, Sperrballons und Jagdgeschwadern.
Die schwache Gegenwehr der deutsch-rumänischen Luftabwehr beim ersten Angriff bestärkte die amerikanische Führung in ihrer Ansicht, dass die Ölanlagen in Ploiești aus niedriger Höhe erfolgreich angeflogen und zerstört werden konnten. Da die Wehrmacht 1942 das Ziel der Südoffensive im Deutsch-Sowjetischen Krieg, die Eroberung und Ausbeutung der wichtigsten sowjetischen Ölquellen in Maikop, Grosny und Baku, nicht erreichen konnte, verblieben die Ölfelder und Raffinerien in Ploiești neben der deutschen Ölförderung von 800.000 Tonnen im Jahr 1942 die einzigen bedeutenden Erdölreserven des Deutschen Reiches. Ein Drittel der Ölprodukte ging direkt dorthin.
Zwischen November 1942 und Mai 1943 veränderte sich die militärische Lage in Afrika nach der Niederlage der Achsenmächte bei El Alamein, der Landung alliierter Truppen in Marokko und Algerien (Operation Torch), sowie dem Rückzug deutscher und italienischer Verbände nach Tunesien. Weiterhin stand die Generaloffensive der Roten Armee an der östlichen Front kurz bevor. Vor diesem Hintergrund begannen die Alliierten mit dem Bau eines Flugstützpunktes für schwere Bomber im libyschen Bengasi und planten von hier ausgehende erneute Luftangriffe auf Ploiești.

##### Operation Tidal Wave 1943

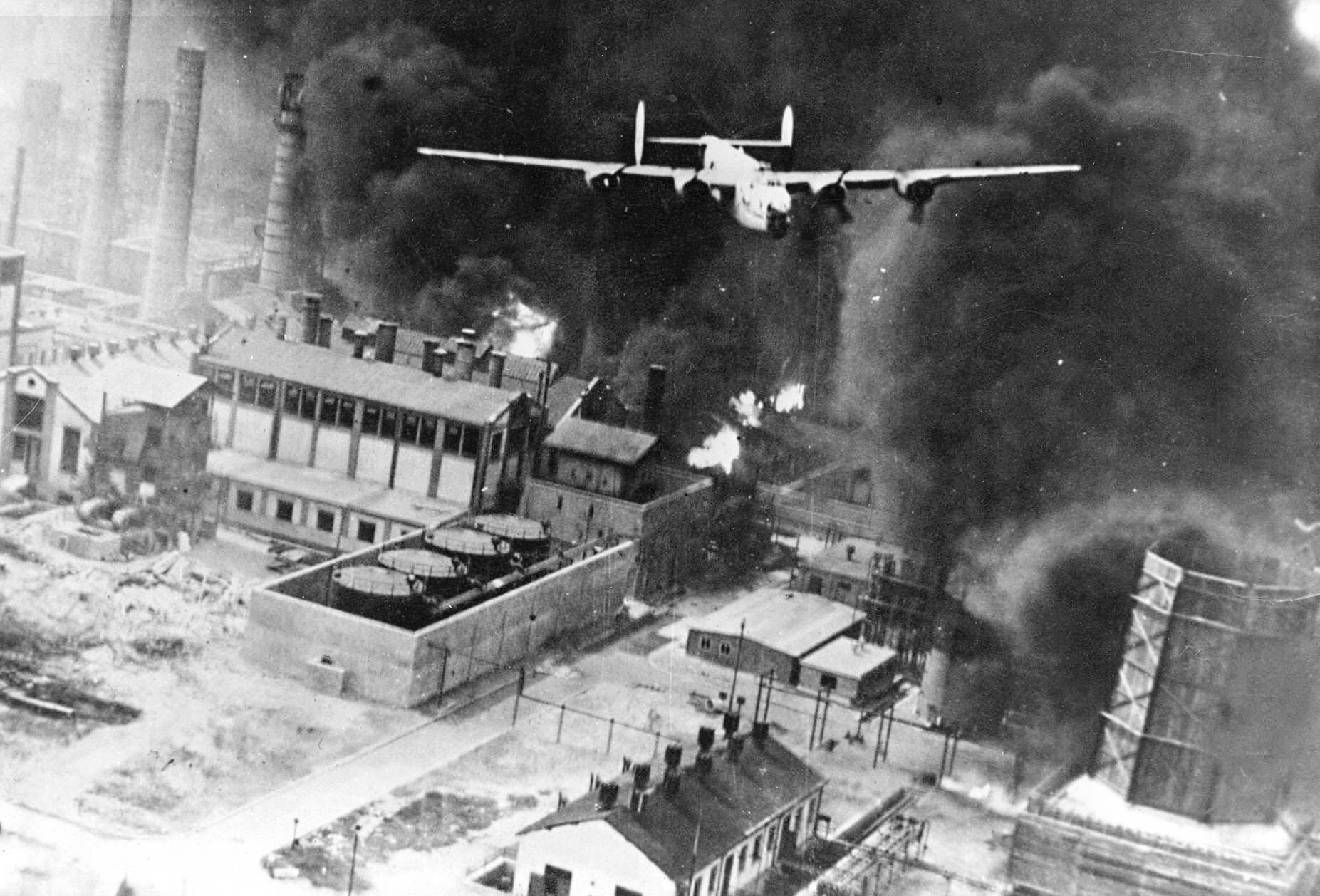
Ein B-24-Bomber beim Flug über eine brennende Raffinerie, Ploiești, 1. August 1943

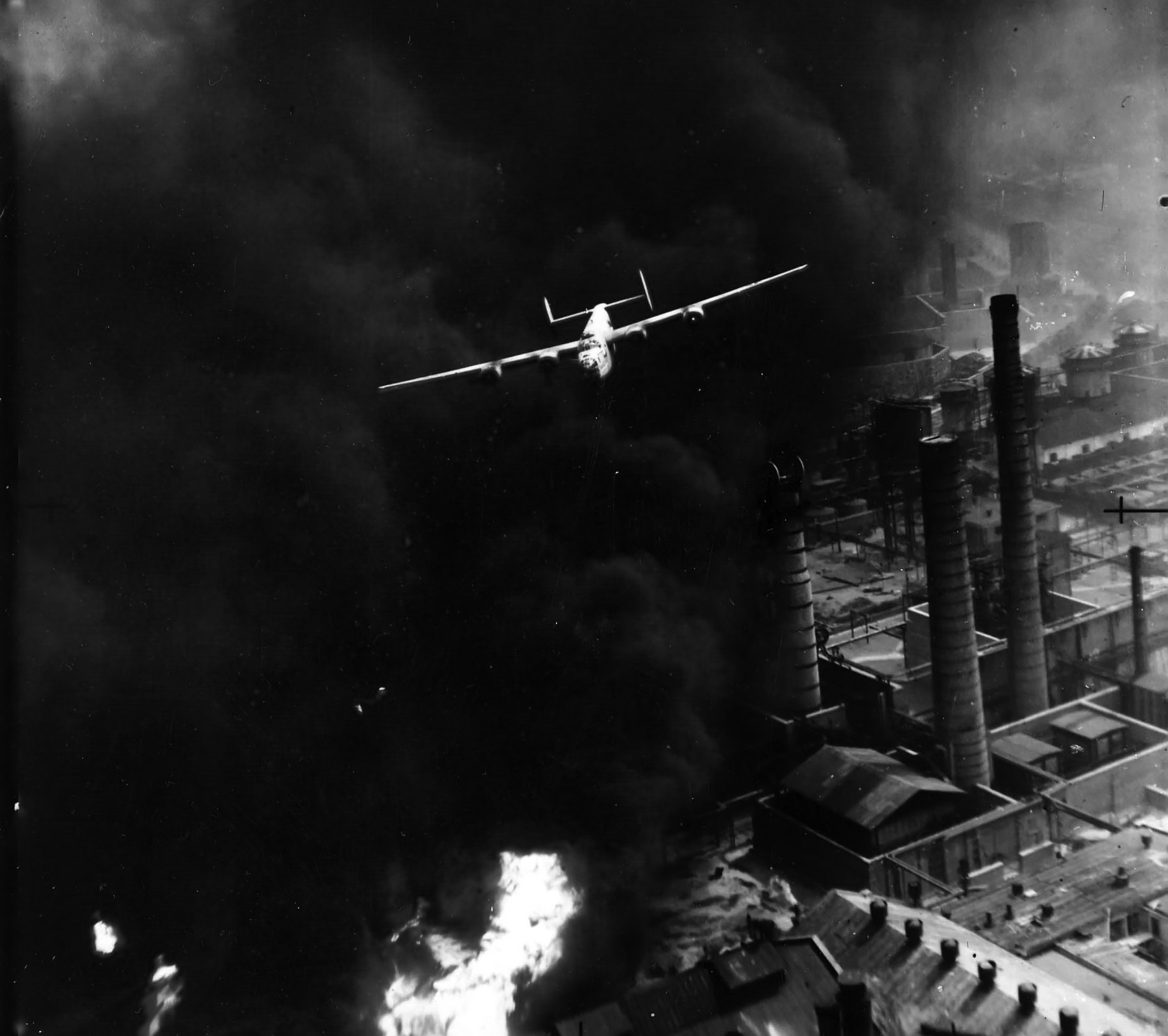
B-24-Bomber beim Angriff auf die Raffinerie Astra Română, Ploiești, 1. August 1943

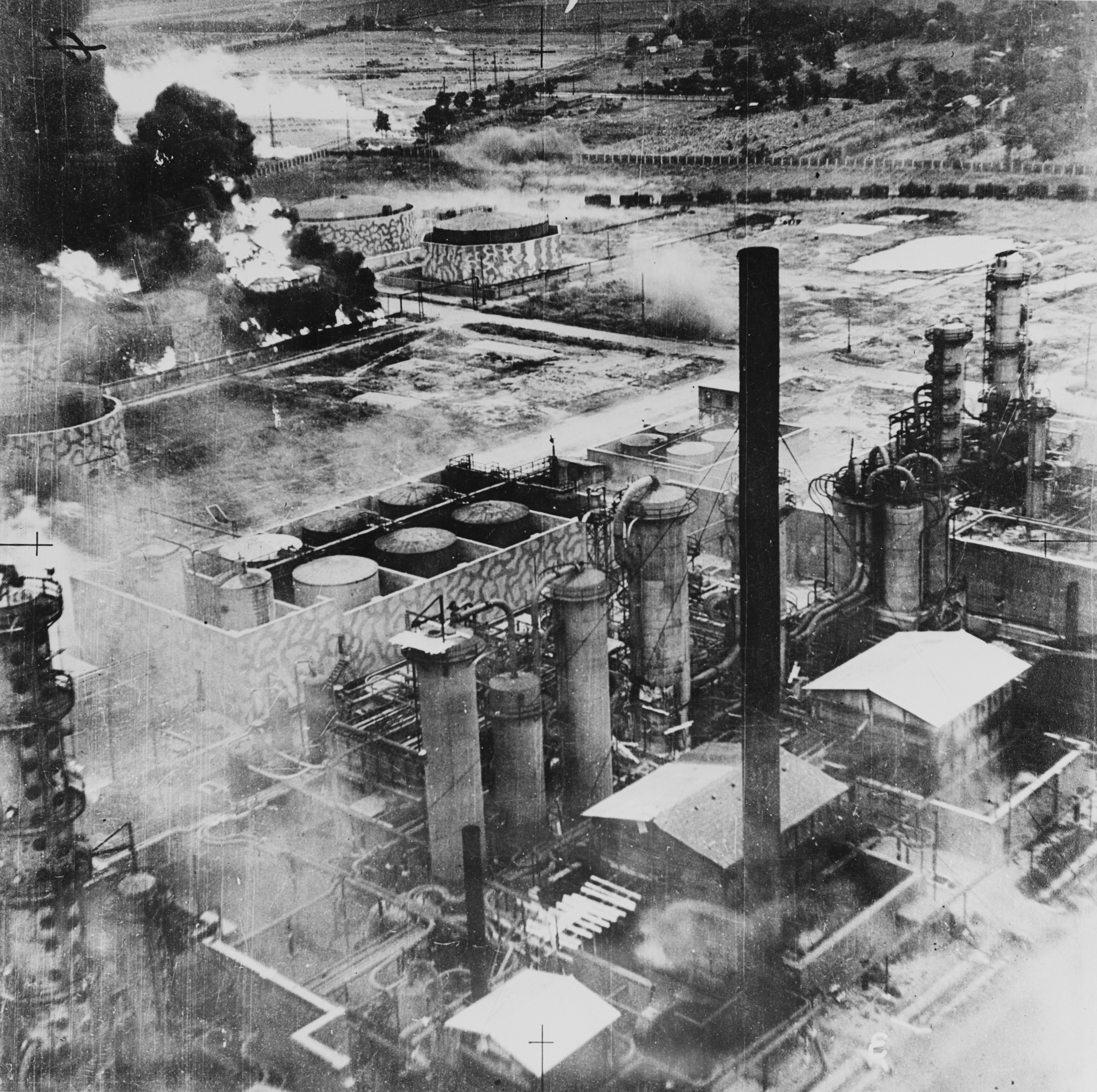
Öltanks der Raffinerie Columbia Aquila brennen nach der Operation Tidal Wave am 1. August 1943

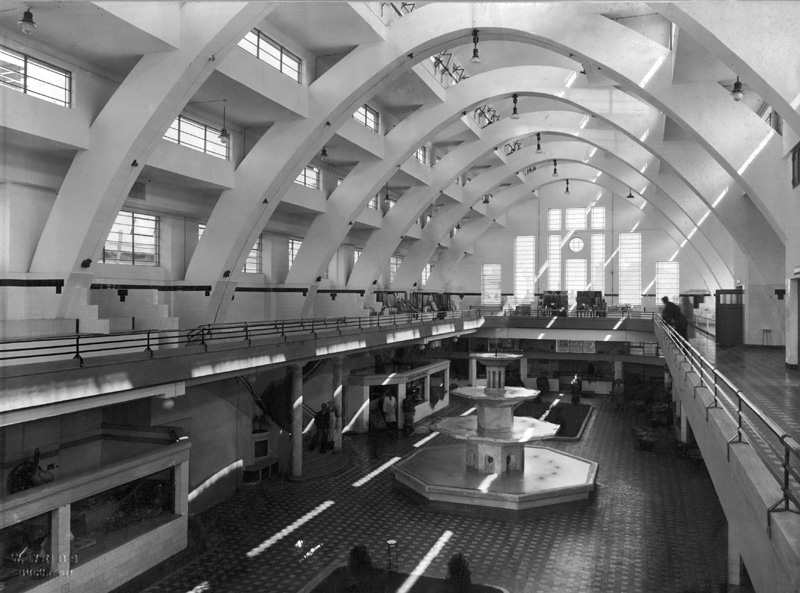
Die unter Denkmalschutz stehenden Markthallen Halele Centrale im Zentrum Ploieștis wurden bei dem Angriff am 31. Mai 1944 zerstört (Aufnahme aus dem Jahr 1936)

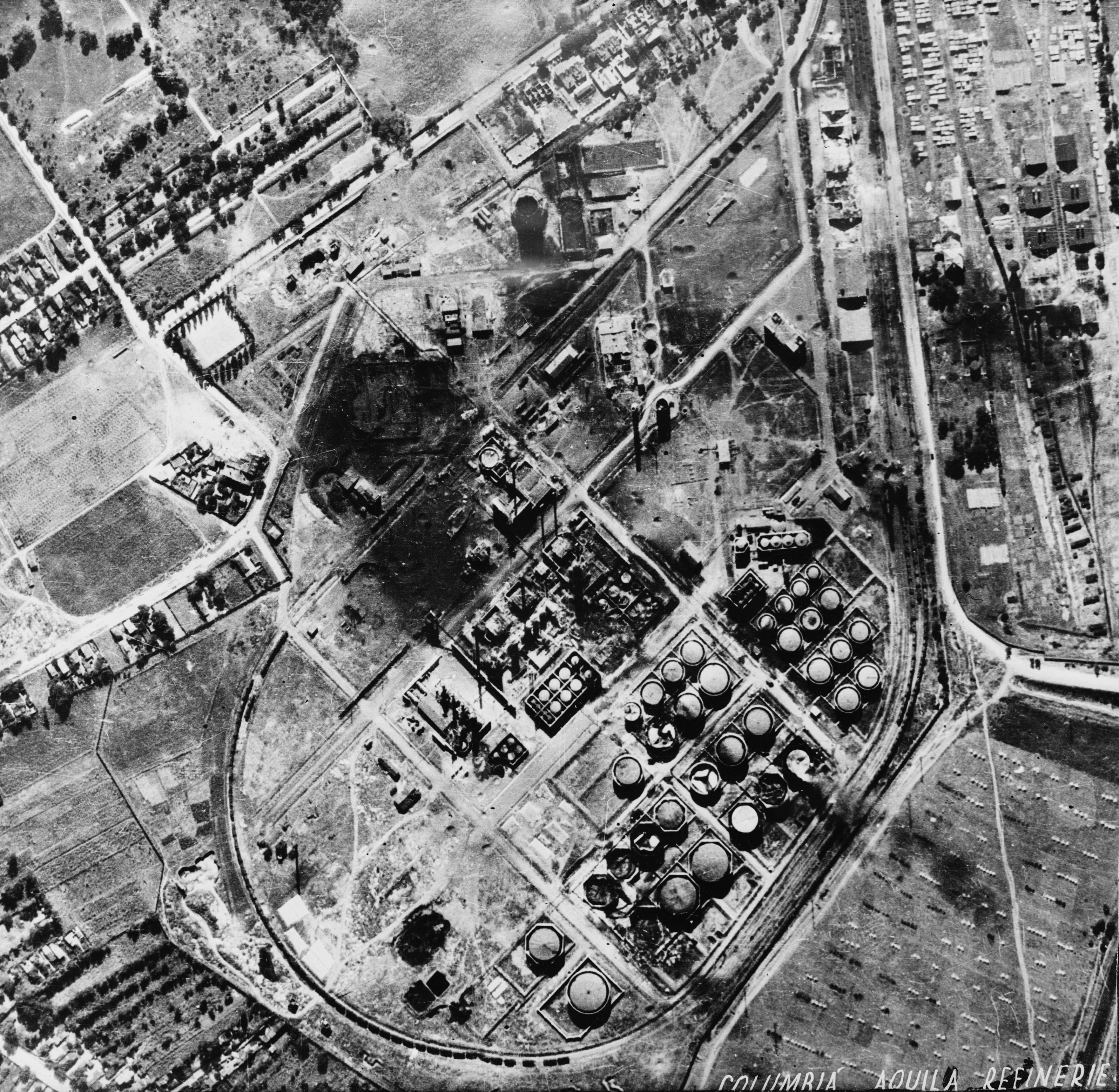
Raffinerie Columbia Aquila, 1943

Bei der Operation Tidal Wave unter General Lewis H. Brereton der USAAF sollte das Überraschungsmoment der entscheidende Vorteil für das Abwerfen einer Bombenlast von über 300 Tonnen sein; die amerikanischen Erwartungen waren hoch. Um die Raffinerien in Ploiești mit Bodentruppen auszuschalten, nahm Brereton die Notwendigkeit einer gewaltigen Invasion an, die bis zu einem Jahr andauern könne. Ein Luftangriff hingegen könne unter Einsatz geringerer Ressourcen „den Job in einem Tag erledigen“. Obwohl Winston Churchill diese Initiative unterstützte, betrachteten Militärexperten der RAF den geplanten Anflug in niedriger Höhe eher kritisch und sagten auf Grund der ihnen bekannten Befestigung Ploieștis schwere Verluste bei dem Einsatz voraus.
Nach dem Abheben von 178 Bombern der 9. US-Luftflotte am 1. August 1943 (dem Schwarzen Sonntag, wie er später genannt wurde) ging bereits ein Flugzeug verloren, zehn weitere mussten mit Maschinenschaden wieder zurückkehren. Ein zweites Flugzeug stürzte über dem Adriatischen Meer aus unbekannten Gründen ab, ein weiteres suchte nach Überlebenden und konnte danach nicht mehr den Anschluss zur Hauptgruppe finden. Nach der Überquerung des wolkenverhangenen Pindosgebirges in etwa 3350 Metern Höhe hatten Teile des Verbandes ihre ursprünglich sorgfältig geplante synchronisierte Flugformation verloren. Im weiteren Verlauf der Operation fiel ein Teil der Flugzeuge um etwa 100 Kilometer zurück.
Die deutsche Seite ortete die Bomber während ihres Anflugs auf Rumänien bereits mehrfach. Durch das Auslösen von generellem Luftalarm in ganz Rumänien kam der von den Amerikanern erhoffte Überraschungseffekt nicht mehr zum Tragen. Zusätzlich flogen zwei der Angriffsgruppen versehentlich in Richtung Bukarest und nahmen erst später den Anflug auf Ploiești wieder auf. Gegen 13:45 Uhr bombardierten die drei nun nicht zusammenhängenden amerikanischen Verbände ihre Ziele in Wellen anstatt des einen geplanten koordinierten Angriffs. In der relativ kurzen aber äußerst heftigen Luftschlacht mit 69 deutschen Abfangjägern und der Flugabwehr fielen auf der Seite der Verteidiger 101 Soldaten, 97 weitere wurden verwundet. Unter der Zivilbevölkerung gab es 101 Tote und 238 Verwundete. Die Alliierten verloren 54 Flugzeuge, 446 Mann, 133 wurden verwundet, und 108 Soldaten gerieten in Gefangenschaft. Nur 88 Flugzeuge kehrten nach Bengasi zurück, zwei Drittel von ihnen mit starken Beschädigungen. Die Alliierten verzeichneten bei diesem Einsatz die schwersten Verluste bei Luftangriffen des bisherigen Krieges. Die Luftverteidigung schoss 44 Flugzeuge auf ihrem Rückflug ab, eins stürzte über dem Mittelmeer ab, einige landeten in der neutralen Türkei (wo weitere 78 Besatzungsmitglieder interniert wurden) oder auf Zypern. Ein B-24-Bomber landete vierzehn Stunden nach dem Abflug mit 365 Einschusslöchern in Libyen.
Bei dem Angriff konnten einige der Ziele nicht getroffen werden. Die Destillationskapazität der Raffinerien sank nach den Luftangriffen auf 40 Prozent, allerdings gelang es den rumänischen Arbeitern und etwa 10.000 Zwangsarbeitern die Anlagen bis zum 18. August wieder so instand zu setzen, dass die Produktion wieder auf 80 Prozent des Standes vor dem Angriff ansteigen konnte, wozu auch die Nutzung von vorher brachliegenden Kapazitäten beitrug. Trotz der Vernichtung von 52.537 Tonnen an Ölvorräten konnten 121.265 Tonnen gerettet werden. Der finanzielle Gesamtschaden bezifferte sich auf sechs Milliarden Lei (26,4 Millionen US-Dollar im Wert von 1942, etwa 360 Millionen US-Dollar im Wert von 2011).
In der Folge der Operation Tidal Wave gab der Leiter des Oberkommandos der Wehrmacht Generalfeldmarschall Wilhelm Keitel wiederholt Anweisungen zu Maßnahmen, welche die Auswirkungen von alliierten Bombardierungen minimieren sollten. Die deutsche Präsenz in Ploiești erhöhte sich um ein zusätzliches Jagdfliegergeschwader und eine weitere Einheit von schweren Flugabwehrkanonen (10,5 bis 12,8 Zentimeter), eine Tarnungsbrigade zur Herstellung von künstlichem Nebel und einige Radarstationen.
Der amerikanische Armeegeheimdienst schätzte die Wirksamkeit der Operation Tidal Wave in seinem ersten Bericht überaus optimistisch ein, jedoch musste das Ergebnis nach Einsicht von stereoskopischen Aufnahmen des Einsatzgebietes „neu interpretiert“ werden. Auf Grund der starken Verteidigung vor Ort und der damit verbundenen zu erwartenden hohen Verluste bei Angriffen sowie der langen und schwer zu sichernden Flugroute von Afrika nach Rumänien stellten die Amerikaner bis zum April 1944 weitere Angriffe auf das rumänische Erdölgebiet ein.

##### Luftangriffe des Jahres 1944
Die amerikanischen Luftangriffe der 15. US-Luftflotte im Jahr 1944 standen unter dem Befehl von Commanding General Nathan F. Twining. Die Luftstreitkräfte flogen zwischen dem 5. April und dem 19. August 5674 Einsätze, warfen 13.559 Tonnen Bomben ab und verloren hierbei 254 Flugzeuge.
- 5. April

Nach ihren Erfolgen im Italienfeldzug 1944 errichteten die Alliierten einen Flugstützpunkt im italienischen Foggia, von wo aus am 5. April etwa 140 amerikanische Flugzeuge zu einem weiteren Luftangriff auf Ploiești und das Prahova-Tal starteten. Bei diesem Angriff wurden die Raffinerien Astra Română, Standard, Unirea, Orion, Columbia und die Förderanlage Ochiuri im Kreis Dâmbovița beschädigt. Etwa 80 Prozent der Gebäude in der Innenstadt Ploieștis, der Südbahnhof (rumänisch Gara de Sud), das Schuller-Krankenhaus, zwei Kirchen, zwei Kindergärten und sieben Fabriken erlitten Schaden, brannten nieder oder wurden völlig zerstört. 44 Straßen wurden verschüttet.
Dieser Angriff stand im Zusammenhang mit der Debatte in den alliierten Stäben über eine „Ölkampagne“ im Vorfeld der Operation Overlord, wie vom Chef der USSTAF Carl A. Spaatz vorgeschlagen. Die Briten lehnten den Plan zu dieser Zeit ab. Das vorgebliche, mit dem britischen Verbündeten abgestimmte Angriffsziel waren Bahnhofsanlagen. Das offizielle US-Geschichtswerk schreibt dazu:
„Most of the 588 tons of bombs, with more than coincidental inaccuracy, struck and badly damaged the Astra group of refineries near by.“
deutsch Ein Großteil der Bombenlast von 588 Tonnen traf die nahegelegenen Raffinerien der Astra-Gruppe mit mehr als zufälliger Ungenauigkeit und beschädigte sie schwer.
Es gelang Spaatz schließlich Anfang Juni, Dwight D. Eisenhower auf seine Seite zu ziehen und eine alliierte Luftoffensive auf die deutsche Treibstoffindustrie zu autorisieren.
Am 9. April schrieb die Schweizer Neue Berner Zeitung, dass die Region um Ploiești Rumänien neben viel Reichtum auch die Eifersucht anderer Länder eingebracht hätte. Die alliierte Seite sei der Ansicht, dass der Verlust Ploieștis den Krieg für Deutschland in relativ kurzer Zeit beenden werde.
- 24. April

Am 24. April wurde Ploiești erneut von fast 200 Flugzeugen mit einem Flächenbombardement aus 7000 bis 8000 Metern Höhe angegriffen. Die Raffinerien Orion, Columbia und Astra Română waren am schwersten betroffen, ihre Produktion musste für eine Zeitspanne zwischen 60 und 90 Tagen eingestellt werden. Die Mädchenschule Școala Centrală de Fete war von diesem Angriff betroffen, das Schuller-Krankenhaus wurde erneut getroffen und 35 Straßen waren verschüttet. Bei den Angriffen kam erstmals das H2X-Bodenerfassungsradar mit dem Codenamen Mickey Mouse zum Einsatz.
- 5. und 6. Mai

Am 5. und 6. Mai wurde die Stadt erneut von mehr als 200 Bombern angegriffen. Hierdurch sank die Produktionskapazität auf 55 Prozent und 25.000 Tonnen Öl verbrannten in der Folge. Innerhalb von 20 Tagen erhöhte sich die Produktion allerdings wieder auf 90 Prozent des Standes von vor den beiden Angriffen. Neben den Schäden an den Ölanlagen waren um die 1000 Gebäude von den Bombardierungen betroffen und die Zahl der Toten ging in die Hunderte. Auch die Bahnanlagen wurden getroffen.
- 18. Mai

Am 18. Mai fand ein weiterer Luftangriff mit fast 300 Flugzeugen aus 7000 Metern Höhe statt. Obwohl die Mission wegen mangelnder Präzision als Fehlschlag eingestuft wurde, gab es zahlreiche Opfer in der Innenstadt und in den östlichen Bezirken der Stadt. Wieder wurde der Südbahnhof getroffen sowie zwei Schulen, eine Kirche, das Finanzamt, das Polizeihauptquartier, zusätzlich wurden elf Straßen verschüttet.
- 31. Mai

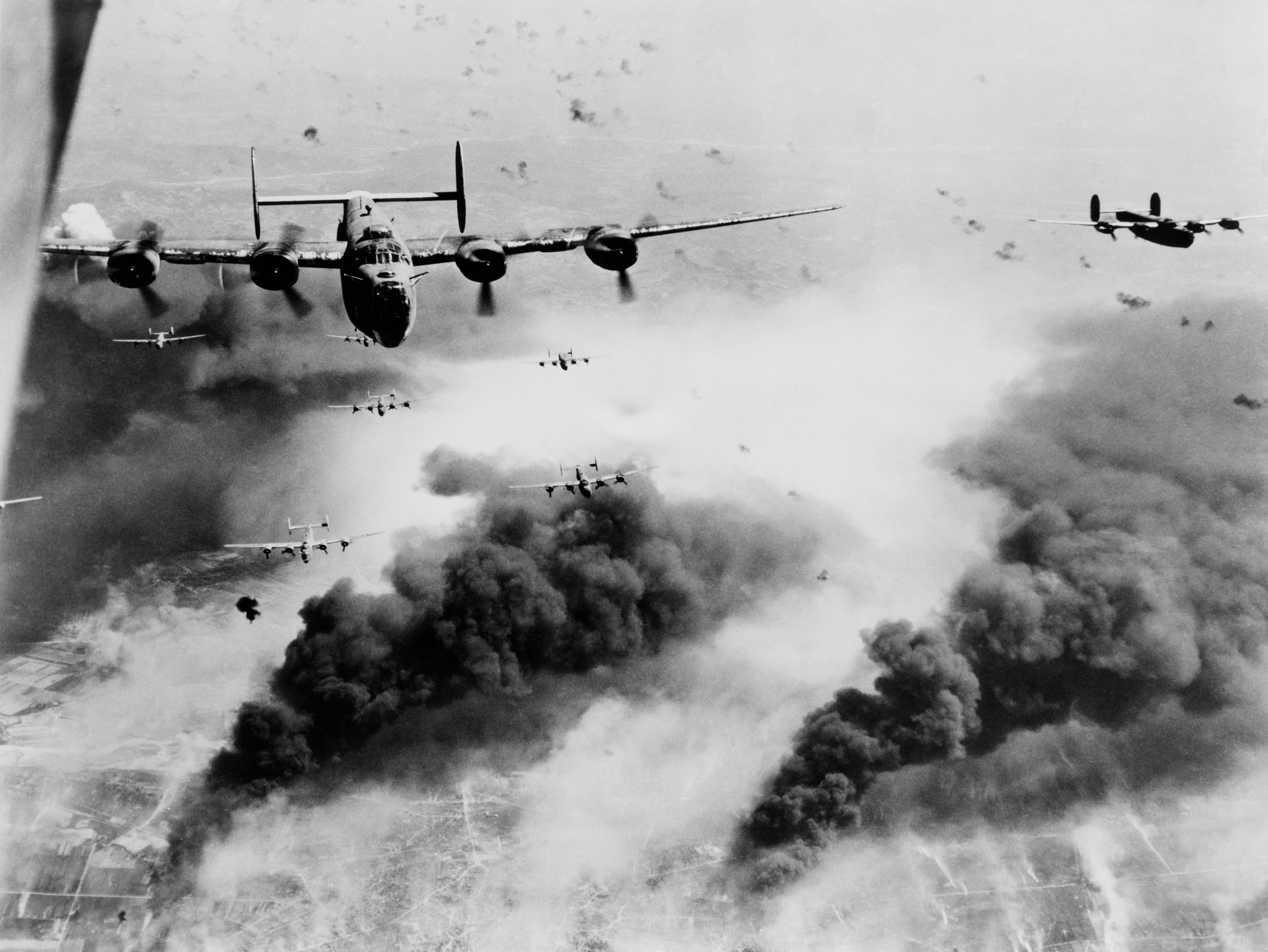
B-24-Bomber im Flakfeuer beim Abflug aus Ploiești, 31. Mai 1944

Am 31. Mai wurde diese Mission wiederholt. Fast 600 Flugzeuge warfen 2582 Fliegerbomben aus 4000 bis 6000 Metern Höhe auf Ploiești und die umliegenden Ölanlagen ab und beschädigten die Raffinerien Standard, Româno-Americană und Vega, deren Destillationskapazität dabei auf 52 Prozent zurückfiel. Hunderte von Zivilisten kamen bei dem Angriff ums Leben und 1539 Gebäude brannten nieder oder wurden zerstört, darunter die Stadthalle, die Markthallen Halele Centrale, das Boldescu-Krankenhaus, das Gerichtsgebäude des Kreises Prahova, sowie die Schule Nummer 11.
Zwischen März und Mai sank die Ölfördermenge von 385.000 Tonnen auf 192.000 Tonnen. Seit dem Sommer dieses Jahres steigerte sich auch die Häufigkeit der Bombardierungen. In Italien gestartete amerikanische Flugzeuge konnten nun im Rahmen der Operation Frantic nach dem Abwurf ihrer Bombenlast über Ploiești den Flug in die Sowjetunion fortsetzen, um dort betankt und erneut mit Fliegerbomben bestückt zu werden, welche sie dann auf dem Rückflug nach Italien über der Stadt abwerfen konnten.
- 6. Juni

Die Luftangriffe auf Ploiești setzten sich am 6. Juni fort. Etwa 200 Bomber und begleitende Jagdflugzeuge hatten die Raffinerien der Stadt als Primärziel, zusammen mit dem Eisenbahnnetz der Stadt als Sekundärziel. Der hierbei angerichtete Schaden erwies sich als eher minimal.
- 10. Juni

Der nächste Angriff vom 10. Juni zielte auf die Raffinerie Româno-Americană, die zum Zeitpunkt des Angriffs als einzige noch mit voller Kapazität arbeitete. Dieser Angriff überraschte mit einer neuen Strategie. Hierbei waren 96 Lockheed P-38 beteiligt, von denen 46 je eine etwa 450 Kilogramm schwere Bombe trugen, die durch Sturzflüge ins Ziel gebracht werden sollten. Die angreifenden Flugzeuge unterflogen dabei die Vernebelung. Die resultierenden Schäden an der Raffinerie zogen die Einstellung der Produktion für die nächsten zehn Tage nach sich. Während dieser Mission wurden allerdings nicht nur militärische Ziele getroffen, sondern es wurden vielfach Dörfer, auf den Feldern arbeitende Bauern, kleine Landbahnhöfe, Reisezüge, Sanitätszüge und Personenkraftwagen durch Maschinengewehre aus den Flugzeugen unter Beschuss genommen. Insgesamt gingen bei diesem Einsatz 22 Flugzeuge der USAAF verloren. Die deutschen und rumänischen Verteidiger verloren 23 Flugzeuge.
Zur direkten Unterstützung der alliierten Landung in der Normandie ergingen am 13. Juni 1944 aus Washington folgende Direktiven an die Allied Force Headquarters im Mittelmeerraum:
1. „The petrolium objectives remain the first priority for the bombings in the South-Eastern Europe. If all the refineries in Ploiești are rendered out of order, the attacks can be dircted towards the refineries in Austria and Hungary.“
deutsch Bei den Bombardierungen in Südosteuropa haben die Erdölziele nach wie vor die höchste Dringlichkeit. Sobald die Betriebsunfähigkeit aller Raffinerien in Ploiești erreicht ist, können die Angriffe auf Raffinerien in Österreich und Ungarn gerichtet werden.
2. „The secondary priority – transportation – […] particularly in the mining of Danube in order to prevent the transportation of crude oil from Romania to refineries anywhere.“
deutsch Auf dem zweiten Platz der Prioritätenliste steht das Transportwesen, […] im Besonderen das Verminen der Donau zur Verhinderung der Beförderung von Rohöl, unabhängig vom Bestimmungsort.
Am 4. Juli produzierten die Raffinerien 997 Waggons mit Treibstoff. Anfang Juli waren die Raffinerien Creditul Minier, Orion, Columbia, Redevența, Concordia, Steaua Româna, Câmpina sowie andere kleinere Anlagen außer Betrieb.
- 9. Juli

Nach einem Luftangriff von 200 amerikanischen Flugzeugen am 9. Juli mussten die Werke Vega, Xenia und Columbia ihre Produktion einstellen. Die deutsch-rumänischen Luftstreitkräfte erlitten bei diesem Angriff schwere Verluste an Mann und Material. Der Verlegung einiger deutscher Geschwader von der Verteidigung Ploieștis an andere Frontabschnitte minderte die deutsch-rumänische Verteidigungskapazität und begünstigte die Effizienz der alliierten Bombardierungen.
- 15. und 24. Juli

Am 15. sowie am 24. Juli griffen die Amerikaner erneut mit jeweils etwa 500 Flugzeugen an und richteten zusätzliche Schäden an den noch funktionierenden Raffinerien an. Britische Flugzeuge attackierten bei Nacht insbesondere die Raffinerie Româno-Americană, allerdings erwiesen sich die meisten Nachtangriffe auf die Stadt als mehr oder weniger wirkungslos. Es wurde auch die Pumpstation Teleajenul am Fluss Teleajen getroffen.
- 28. Juli

Am 28. Juli erfolgte erneut ein starkes Bombardement der Raffinerien Astra Română, Standard, Unirea, Orion, Creditul Minier, und Româno-Americană.
- 31. Juli

Der Abwurf eines großen Teils der Bombenlast der Luftangriffe am 31. Juli erfolgte über dem Zentrum, im Norden und im Westen Ploieștis und verursachte starke Verluste unter der Zivilbevölkerung der Stadt. Die Raffinerien trugen kaum Schaden davon und an militärischen Zielen wurde lediglich die Munitionsfabrik Concordia getroffen. Hingegen erlitten zahlreiche zivile Gebäude Beschädigungen, darunter die Kirche Sfântul Dumitru sowie die Schulen Pavel și Petru, Nummer 5 und Nummer 7. 33 Straßen wurden bei den Angriffen verschüttet.
Die Produktion der Raffinerien lag im Juli noch bei 70 Prozent ihrer normalen Kapazität, obwohl die Alliierten die Ölanlagen Ploieștis in diesem Monat mit erhöhter Häufigkeit angegriffen hatten.
Die kontinuierlichen Verluste an rumänischen Kampfflugzeugen veranlassten Marschall Antonescu zur Ausgabe seines Befehls zur Einstellung der Luftkämpfe gegen die Alliierten. Diese Entscheidung sollte nur zeitweilig bis zur Auslieferung von neuen Jagdflugzeugen des Typs Messerschmitt Bf 109 an die rumänischen Luftstreitkräfte gelten. Entgegen diesem Befehl schickte der deutsche Jagdabschnittsführer Rumänien vom Luftwaffenkommando Südost, Oberstleutnant Bernhard Woldenga, alle verfügbaren Kräfte in den Abwehrkampf. 44 Flugzeuge, davon 27 rumänische und 17 deutsche, kämpften so gegen 800 amerikanische Flugzeuge. Zu diesen Einsätzen meldeten sich auch Freiwillige, so auch der rumänische Eliteflieger Alexandru Șerbănescu, der bei einem Einsatz am 17. Mai ums Leben kam.
- 9. bis 19. August

Am 9., 9.–10., 10., 17., 18., und 19. August bombardierten anglo-amerikanischen Luftstreitkräfte die Anlagen wieder, wobei die Operationen am 9. und am 18. August die größten Schäden an den bis dahin immer noch funktionierenden Raffinerien Vega und Româno-Americană verursachten. Die Wiederinstandsetzung der Raffinerie Româno-Americană dauerte zehn Monate.

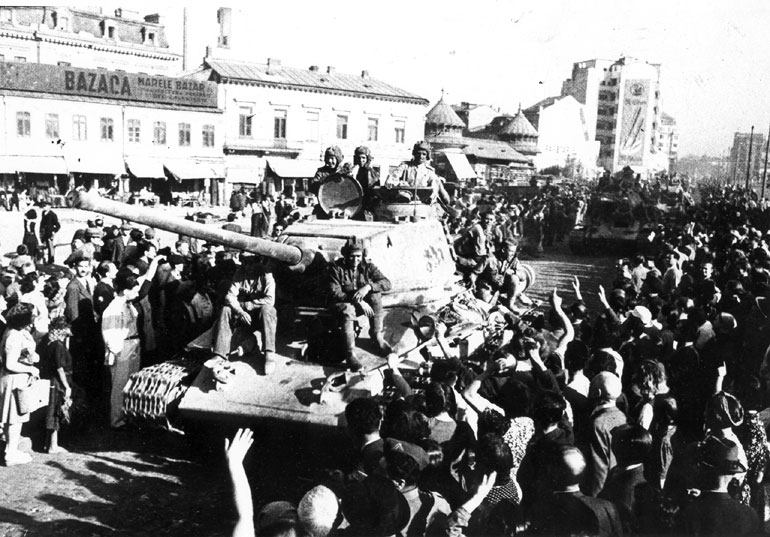
Die Rote Armee beim Einzug in Bukarest, Ende August 1944

#### Nach den Luftangriffen
Mit dem Beginn der Operation Jassy-Kischinew im August marschierte die Rote Armee in Rumänien ein und vernichtete die neu aufgestellte deutsche 6. Armee bei Chișinău. Nach dem Königlichen Staatsstreich vom 23. August 1944 wechselte König Michael von Rumänien die Fronten, und Rumänien erklärte Deutschland den Krieg. Nachdem die Rote Armee am 24. August die elf Raffinerien und die Ölfelder eingenommen hatte und am 31. August auch in Bukarest einmarschiert war, blieb der deutschen Seite keine Möglichkeit, die noch funktionierenden Teile der rumänischen Raffinerien zu zerstören. Die Erfolge der Roten Armee im Verlauf der Ostkarpatischen Operation zwangen die Wehrmacht zum Rückzug aus Rumänien.
Tausende deutscher Soldaten gerieten in rumänische Gefangenschaft, darunter 2000 bis 3000 Mann (andere Quellen sprechen von 1.500, 1.900 oder 15.000 Soldaten), die zuvor noch strategisch wichtige Punkte innerhalb Bukarests unter der Führung von Gerstenberg und Generalleutnant Rainer Stahel zurückerobern sollten. Für den Fall eines Seitenwechsel Rumäniens war ab Ende 1943 von den zuständigen deutschen Stellen ein Einsatzplan mit dem Decknamen „Operation Margarethe II“ für die Besetzung des Landes vorgesehen, der aber aufgrund der Einschätzung Hitlers, dass die Lage in Rumänien stabil sei, nicht weiter verfolgt worden war. Noch wenige Wochen zuvor hatte Gerstenberg angenommen, dass „eine einzige deutsche Flakbatterie“ genüge, um im Falle von Unruhen die Kontrolle über die Hauptstadt wiederzugewinnen. Nach dem Scheitern dieser Operation misslang auch der Versuch, sich nach Siebenbürgen oder Bulgarien durchzuschlagen; die Verbände wurden in der Nähe von Ploiești zur Kapitulation gezwungen. Die Sowjetunion forderte die Auslieferung aller deutschen Kriegsgefangenen, von denen viele in rumänischen Lagern und auf Fußmärschen zur sowjetischen Grenze umkamen.

## Bewertung

### Verluste
Zwischen dem 4. April und dem 19. August 1944 wurden 1045 Stunden Alarm ausgelöst. Von den 43 Luftschlägen auf Rumänien fanden 30 im Gebiet zwischen Ploiești, Câmpina, Moreni und dem Prahova-Tal statt. In diesem Bereich verlor die USAAF 230 von insgesamt 443 in Rumänien abgeschossenen Flugzeugen. 1550 Besatzungsmitglieder der Flugzeuge fielen, 1700 gerieten in Gefangenschaft. Die RAF verlor in Rumänien 38 der eingesetzten 924 schweren Bomber und 36 Besatzungsmitglieder gerieten in Gefangenschaft.
Nach dem Ende der Luftangriffe verfügten die Raffinerien über eine Produktionskapazität von 50 Prozent, und die Kapazität der Ölförderung lag bei 40 Prozent. Die Kosten der Schäden lagen bei 25 Milliarden Lei (110 Millionen US-Dollar im Wert von 1942, etwa 1,5 Milliarden US-Dollar im Wert von 2011).
Die anglo-amerikanischen Angriffe in Rumänien kosteten 7693 Menschen das Leben, die meisten davon waren Zivilisten. 7809 Menschen wurden insgesamt verwundet und 30.000 Häuser und Gebäude waren zerstört. Zehntausende von Bomben fielen auf Ploiești, hier starben 800 Menschen, 750 wurden verwundet, 9000 Häuser und Gebäude waren zerstört und 23.000 Menschen wurden obdachlos.

### Politische Folgen
Noch Ende 1943 hatte das Oberkommando der Wehrmacht Adolf Hitler versichert, dass die Treibstoffversorgung für 1944 als gesichert gelten könne, außer wenn eine „tödliche Gefahr für das rumänische Erdölgebiet“ eintrete. Das Zusammenbrechen der Ostfront im August 1944 führte zum Verlust der rumänischen Ölfelder bei Ploiești, die einen wichtigen Teil des deutschen Erdölbedarfs gedeckt hatten.
Die deutschen Erdölimporte beliefen sich 1943 auf mehr als im Vorjahr, nämlich auf etwa fünf Millionen Tonnen. Davon lieferten:
- Rumänien 2,4 Millionen Tonnen
- Österreich (als Teil Großdeutschlands) 1,1 Millionen Tonnen
- weitere Importe aus Galizien und Ungarn
- geringe Importe aus Estland und Albanien (wurden seit Herbst 1943 von Italien abgenommen)

In Deutschland (ohne Österreich) wurden 4,7 Millionen Tonnen Öl erzeugt, davon etwa 80 Prozent in Hydrierwerken aus der Verflüssigung von Kohle (→ Leuna-Benzin), aber auch aus der Erdölförderung in Deutschland. Dazu kamen 1,3 Millionen Tonnen Benzol und andere nicht aus Erdöl hergestellte Beimisch-Treibstoffe. Das Deutsche Reich verfügte 1943 über 11,3 Millionen Tonnen Öl und Ölderivate, mehr als in jedem anderen Kriegsjahr.
Der nach den Erfolgen der alliierten „Oil Campaign“ (deutsch Ölfeldzug) einsetzende Treibstoffmangel führte nicht nur zu einer erheblichen Einschränkung der Mobilität der deutschen Streitkräfte. Besonders gravierend war der Mangel an Kerosin für die neuen Strahljäger Messerschmitt Me 262. In der Folge mussten die Jagdflugzeuge der Luftwaffe zeitweise wegen Treibstoffmangel am Boden bleiben. Damit war die deutsche Erdölindustrie praktisch ungeschützt. Die Produktion der deutschen Jagdflugzeuge erreichte im Kriegsjahr 1944 zwar ihren zahlenmäßigen Höhepunkt, aber wegen des Treibstoffmangels kamen diese oft nicht mehr zum Einsatz.
Nach den erfolgreichen alliierten Bombenangriffen in Deutschland und Rumänien entstand das Geilenberg-Programm, das in einem Mineralölsicherungsplan die Untertage-Verlagerung der kriegswichtigen Hydrierwerke sowie die Entwicklung und den Aufbau von neuen unterschiedlichsten Anlagen zur Treibstoffherstellung vorsah. Damit sollte der schwächste Punkt der deutschen Kriegswirtschaft stabilisiert werden, was bis Kriegsende misslang. An der Erreichung der Ziele des Mineralölsicherungsplanes arbeiteten etwa 350.000 Menschen, darunter circa 100.000 Häftlinge aus Konzentrationslagern.
Die neue bürgerliche Regierung Rumäniens wurde von Premierminister Constantin Sănătescu geführt. Im Kampf gegen Deutschland erlitt Rumänien weitere heftige Verluste in Siebenbürgen, Ungarn und der Tschechoslowakei. Obwohl rumänische Verbände nun unter sowjetischem Kommando kämpften, betrachteten die Sowjets Rumänien als besetztes Territorium und stationierten Truppen im ganzen Land. Die Alliierten Westmächte erkannten diesen Status in der Konferenz von Jalta an. Die Pariser Friedenskonferenz 1946 verweigerte Rumänien den Rang eines Mitalliierten. Das Territorium Rumäniens verkleinerte sich verglichen mit seiner Ausdehnung vor dem Zweiten Weltkrieg deutlich. Zwar wurde der Wiener Schiedsspruch revidiert und Nordsiebenbürgen wieder unter rumänische Verwaltung gestellt, jedoch mussten Bessarabien und die Nordbukowina an die Sowjetunion und die Süddobrudscha an Bulgarien abgetreten werden.

### Auswirkung auf den Transport

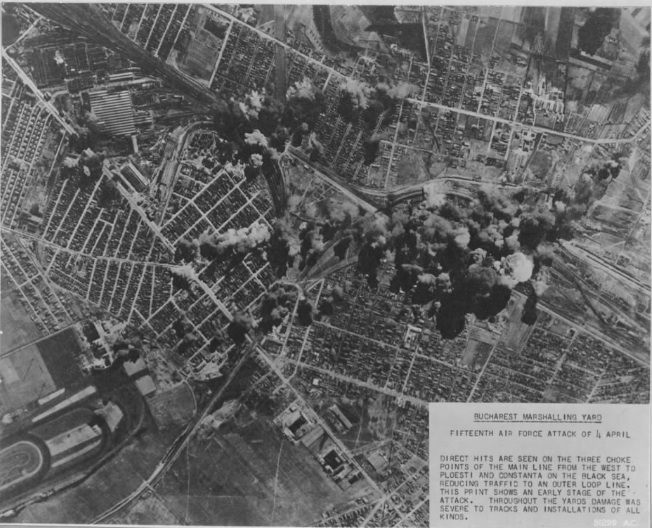
Gara de Nord in Bukarest beim Luftangriff vom 4. April 1944

Neben der Ölindustrie zielte die alliierte Kriegsstrategie auf die Transportwege.
Am 5. April 1944 wurde bei Angriffen auf Ploiești der Südbahnhof beschädigt und dann am 18. Mai erneut getroffen. Bei dem Luftangriff vom 10. Juni 1944 wurden kleine Landbahnhöfe, Personenzüge, Lazarettzüge und Personenkraftwagen im Umland von Ploiești durch Maschinengewehre aus den Flugzeugen unter Beschuss genommen.
Der Verkehrsknotenpunkt Bahnhof Bukarest Nord, der nächste Umschlagplatz für Ölprodukte und Munition, wurde bei den Luftangriffen auf Bukarest mehrfach bombardiert. Auch in anderen Teilen Rumäniens kam es zu Bombardierungen, so bei den Luftangriffen auf Timișoara. Dort verzeichnete der regionale Knotenpunkt Nordbahnhof Timișoara bei mehreren Angriffen Treffer.
Im Verlauf des Krieges entwarf der britische Geheimdienst Pläne zur Sabotage der Ölanlagen sowie zur Aufhetzung der Bevölkerung zur Rebellion. Ein weiterer Plan hatte die Blockade der Donau durch gezieltes Versenken eines Schiffes zum Ziel. Die Geheimdienste aus Rumänien und Deutschland konnten bei ersten Versuchen intervenieren, jedoch platzierten die anglo-amerikanischen Luftstreitkräfte im Sommer 1944 Wasserminen in der Donau, auf die mehrere deutsche Öltanker aufliefen und sanken.
Die Luftangriffe auf das Transportnetz beeinträchtigten den Verkehr zeitweise schwer; die Schäden konnten jedoch meist repariert werden. Mit dem Seitenwechsel Rumäniens erhielt die Sowjetunion Zugang zum Verkehrsnetzwerk und zur Handelsflotte sowie auch zur Ölproduktion des Landes.

### Umweltschäden
Infolge der Luftangriffe wurden große Mengen schädlicher organischer Stoffe in die Umwelt der Region ausgestoßen. Schadstoffe wie Mineralölkohlenwasserstoffe und BTEX belasten heute noch den Boden und das Grundwasser in Ploiești. Hiervon sind etwa 500 Hektar betroffen. Das Helmholtz-Zentrum für Umweltforschung sammelte erstmals im Jahr 2007 Erkenntnisse über das Ausmaß der Belastungen. Im Rahmen des von der Europäischen Union finanzierten und vom Bundesumweltministerium koordinierten Twinning-Projektes werden Erfahrungen und Managementpläne für den Umgang mit diesen Altlasten vermittelt.
Wie in vielen Zielgebieten alliierter Luftangriffe finden sich heute noch eine Vielzahl von Blindgängern im Erdreich, so werden auch in Ploiești und Umgebung immer wieder nicht explodierte Kampfmittel entdeckt. Mit zunehmendem Alter erhöht sich das Risiko bei der Entschärfung oder Vernichtung der Kampfmittel.

### Rezeption
In der Literatur zur Zeit der Volksrepublik und Sozialistischen Republik fand in Rumänien kaum eine historische Aufarbeitung der Luftangriffe auf Ploiești statt. In nur wenigen Publikationen wurden die Geschehnisse erwähnt, in der Regel in makro-historischen Zusammenhängen. Horia Brestoius Werk Impact la paralela 45: Incursiune în culisele bătăliei pentru petrolul românesc. (deutsch Auswirkungen am 45. Breitengrad: Blick hinter die Kulissen im Kampf um das rumänische Öl) von 1986 war eine der ersten nennenswerten Abhandlungen zum Thema.
Nach der Rumänischen Revolution von 1989 erschien 1993 Eugen Stănescus und Gavriil Predas Standardwerk: Războiul petrolului la Ploiești (deutsch Der Ölkrieg in Ploiești), 2001 dann Gavriil Predas: Importanţa strategică a petrolului românesc: 1939–1947 (deutsch Die strategische Wichtigkeit des rumänischen Öls) und 2003 die Abhandlung von Gavriil Preda, Ilie Manole, Eugen Stănescu, Museum für Geschichte und Archäologie des Kreises Prahova: Festung Ploiești, Band 1–2.
Diese Arbeiten beschäftigen sich mit der militärisch-strategischen Seite der Geschehnisse, mit besonderem Augenmerk auf die Rolle der rumänischen Streitkräfte, und mit den ökonomischen Auswirkungen der Bombenangriffe. Marin Sorin setzte sich 2008 mit den sozialen Folgen der Luftangriffe auseinander.
Die historischen Abhandlungen auf amerikanischer Seite, hier im Besonderen die Arbeiten von James Dugan und Carroll Steward, beruhen größtenteils auf den persönlichen Erfahrungen der an den Missionen beteiligten Piloten und haben die Vorbereitung und Durchführung der militärischen Operationen sowie die strategische Wichtigkeit des rumänischen Erdöls für die Kriegswirtschaft im Fokus.
Unter den deutschen Historikern gilt Dietrich Eichholtz als Verfasser mehrerer Standardwerke zum Thema.

## Sonstiges
Im Nationalen Erdölmuseum von Ploiești befindet sich eine Ausstellung zu den Luftangriffen auf die Stadt.